# Sanktuaria maryjne w Polsce
Sanktuarium maryjne w Polsce – ośrodek kultu religijnego Marii z Nazaretu, szczególnie jako Matki Bożej i Najświętszej Panny w polskich granicach administracyjnych i metropolitalnych. Różne formy pobożności maryjnej związane z funkcjonowaniem sanktuariów występują szczególnie w katolicyzmie i prawosławiu.
Wraz z rosnącą w XV wieku dominacją kultu maryjnego rozwinęło się pątnictwo do sanktuariów z cudownymi wizerunkami i figurami maryjnymi. Były one i są najliczniejsze, stanowią prawie 80% wszystkich sanktuariów w Polsce. W ich rozwoju ogromne znaczenie miał XVII wiek w którym powstała prawie połowa ośrodków kultu Matki Bożej. Dane historyczne podają, że w 1722 roku istniało w Polsce 1112 ośrodków kultu maryjnego.
Za najbardziej uczęszczane, a tym samym najważniejsze sanktuaria maryjne w Polsce uznaje się:
- Sanktuarium Jasnogórskie w Częstochowie (centralne obchody świąt maryjnych w Polsce; około 4 mln. pielgrzymów rocznie)
- Sanktuarium Matki Bożej Bolesnej Królowej Polski w Licheniu Starym (około 1,5 mln. pielgrzymów rocznie)
- Sanktuarium pasyjno-maryjne w Kalwarii Zebrzydowskiej (około 1 mln pielgrzymów rocznie)
- Bazylika Nawiedzenia Najświętszej Maryi Panny w Świętej Lipce (około 1 mln pielgrzymów rocznie)
- Bazylika Narodzenia Najświętszej Maryi Panny w Gietrzwałdzie (jedyne uznane przez Kościół miejsce objawień Matki Bożej w Polsce; około 1 mln pielgrzymów rocznie)

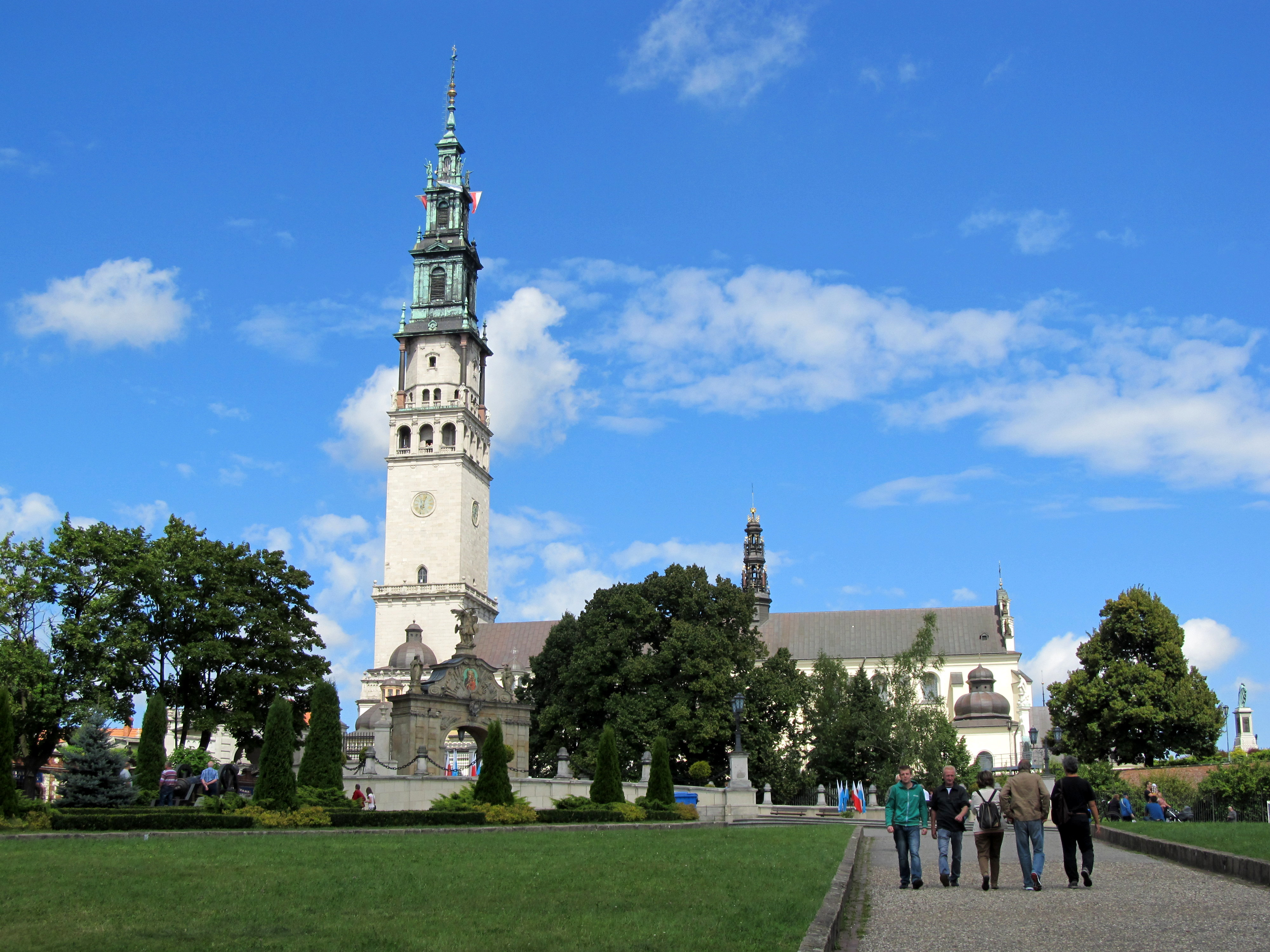
Jasna Góra

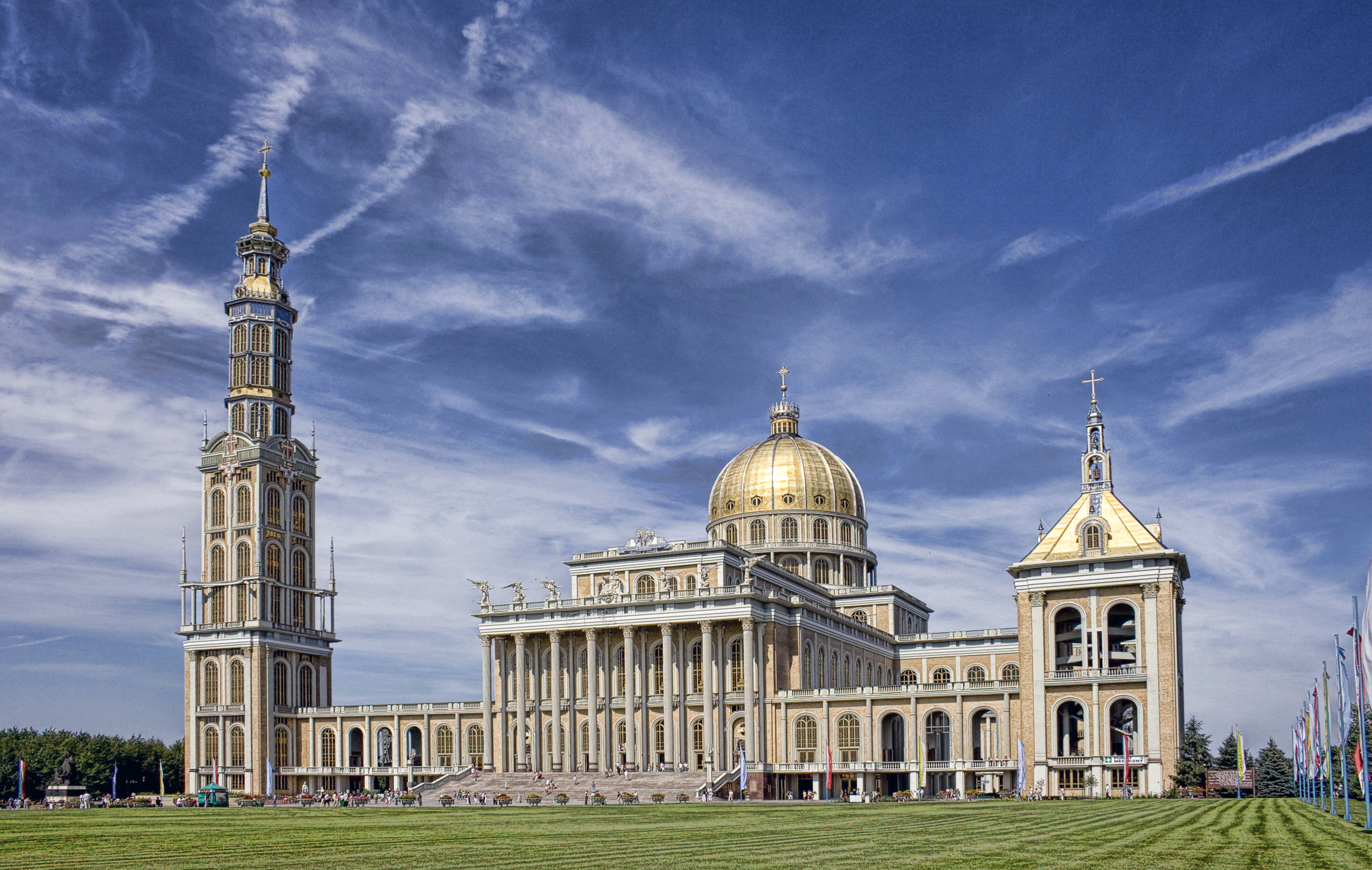
Sanktuarium Matki Bożej Bolesnej Królowej Polski w Licheniu Starym

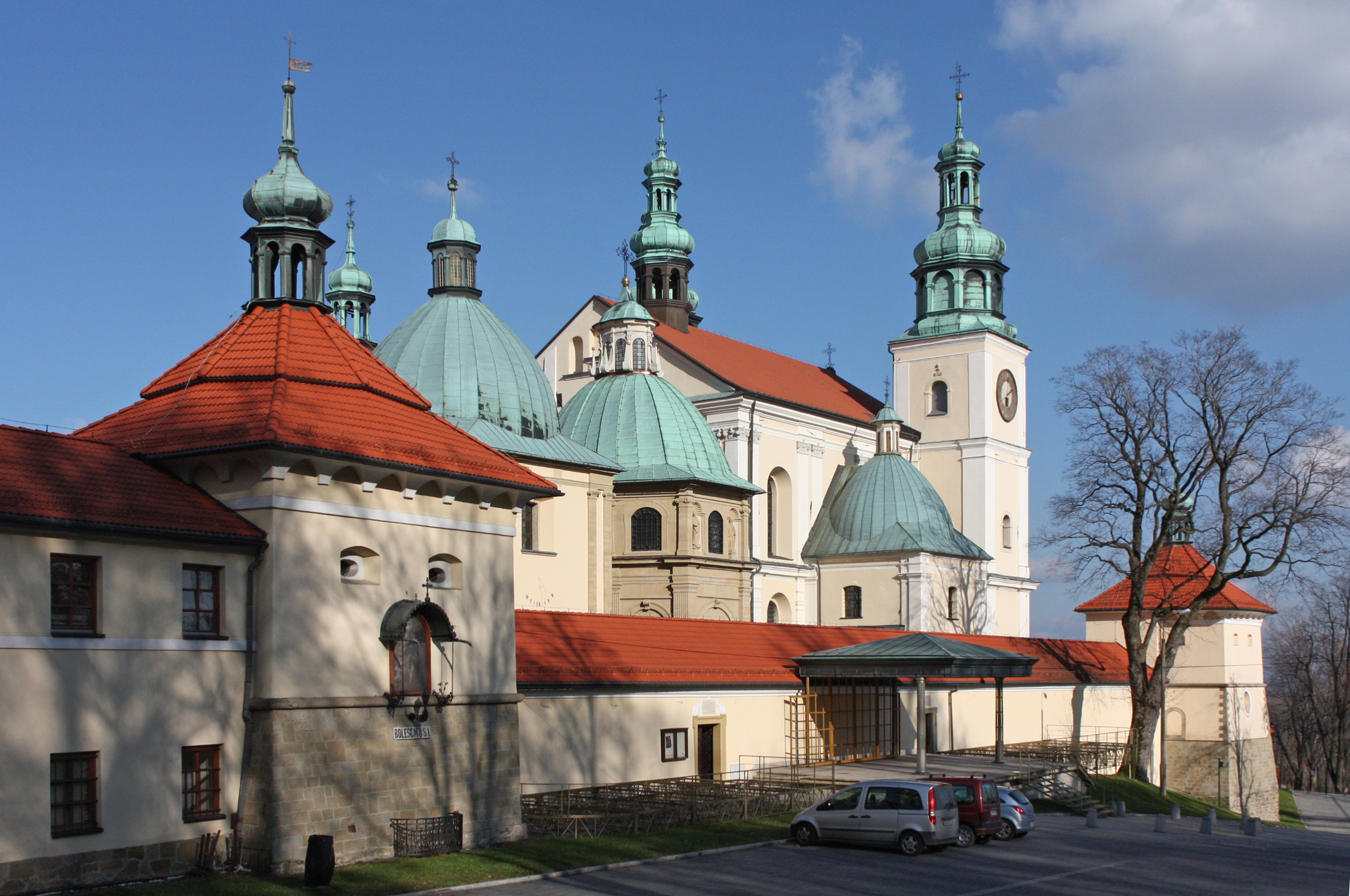
Sanktuarium pasyjno-maryjne w Kalwarii Zebrzydowskiej

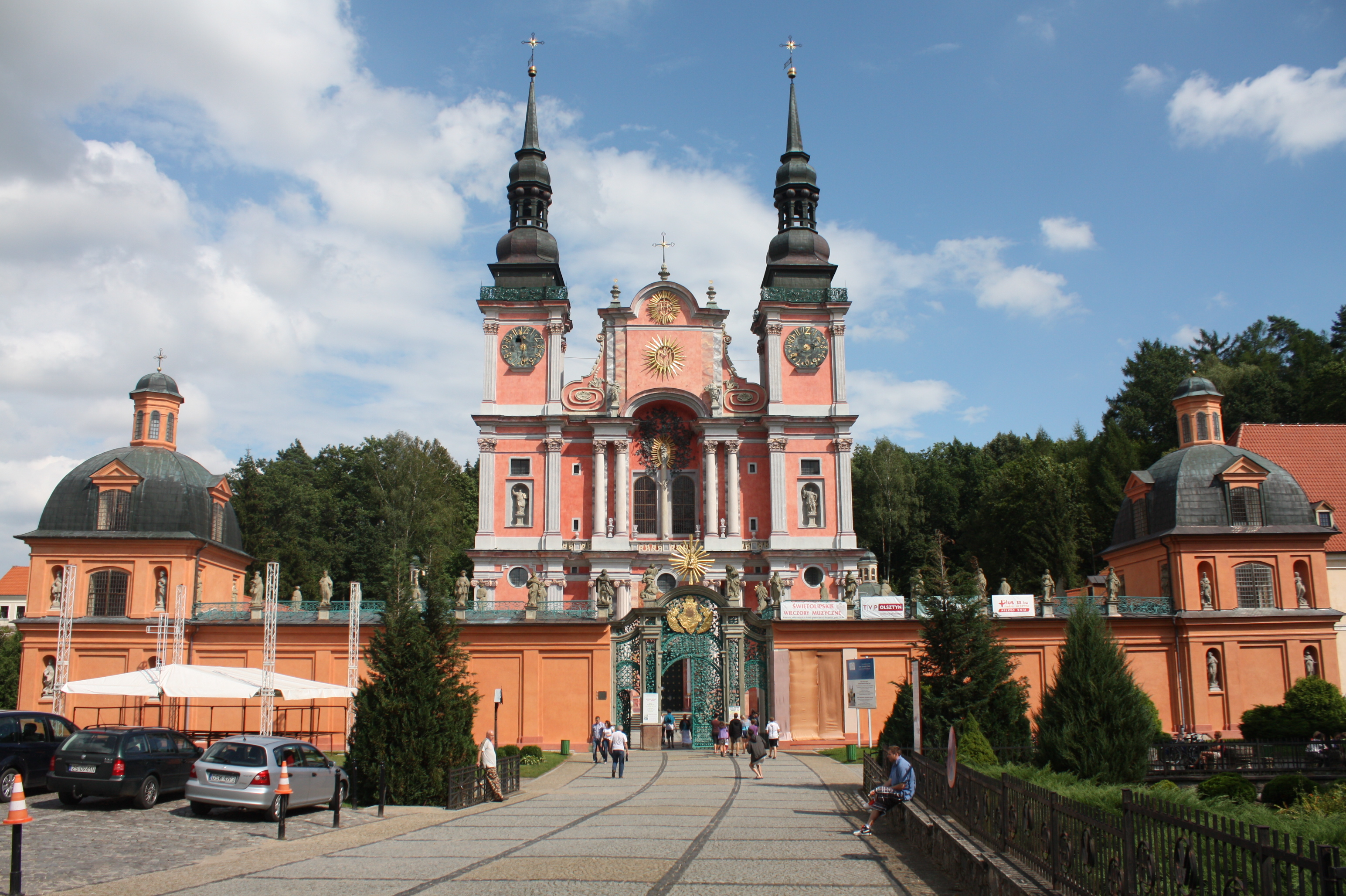
Bazylika Nawiedzenia Najświętszej Maryi Panny w Świętej Lipce

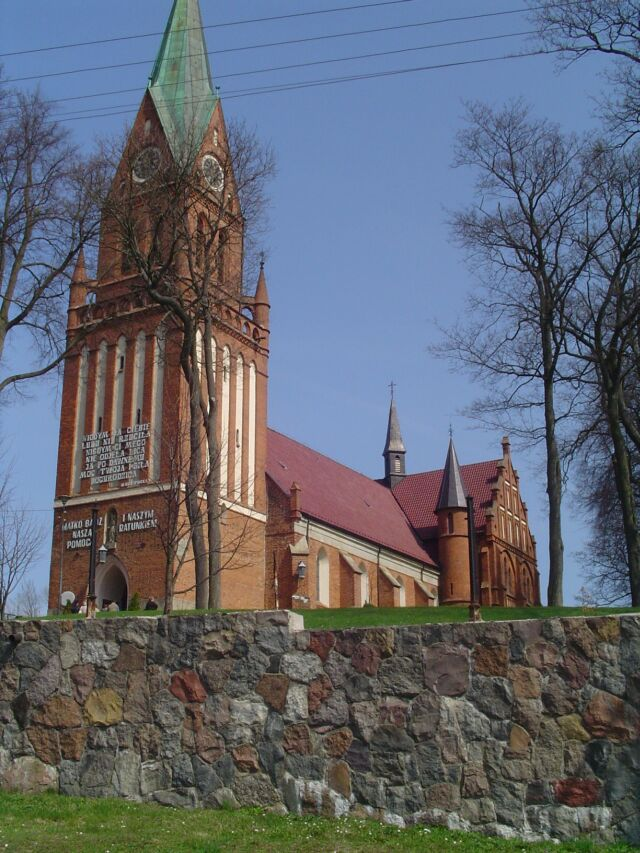
Bazylika Narodzenia Najświętszej Maryi Panny w Gietrzwałdzie

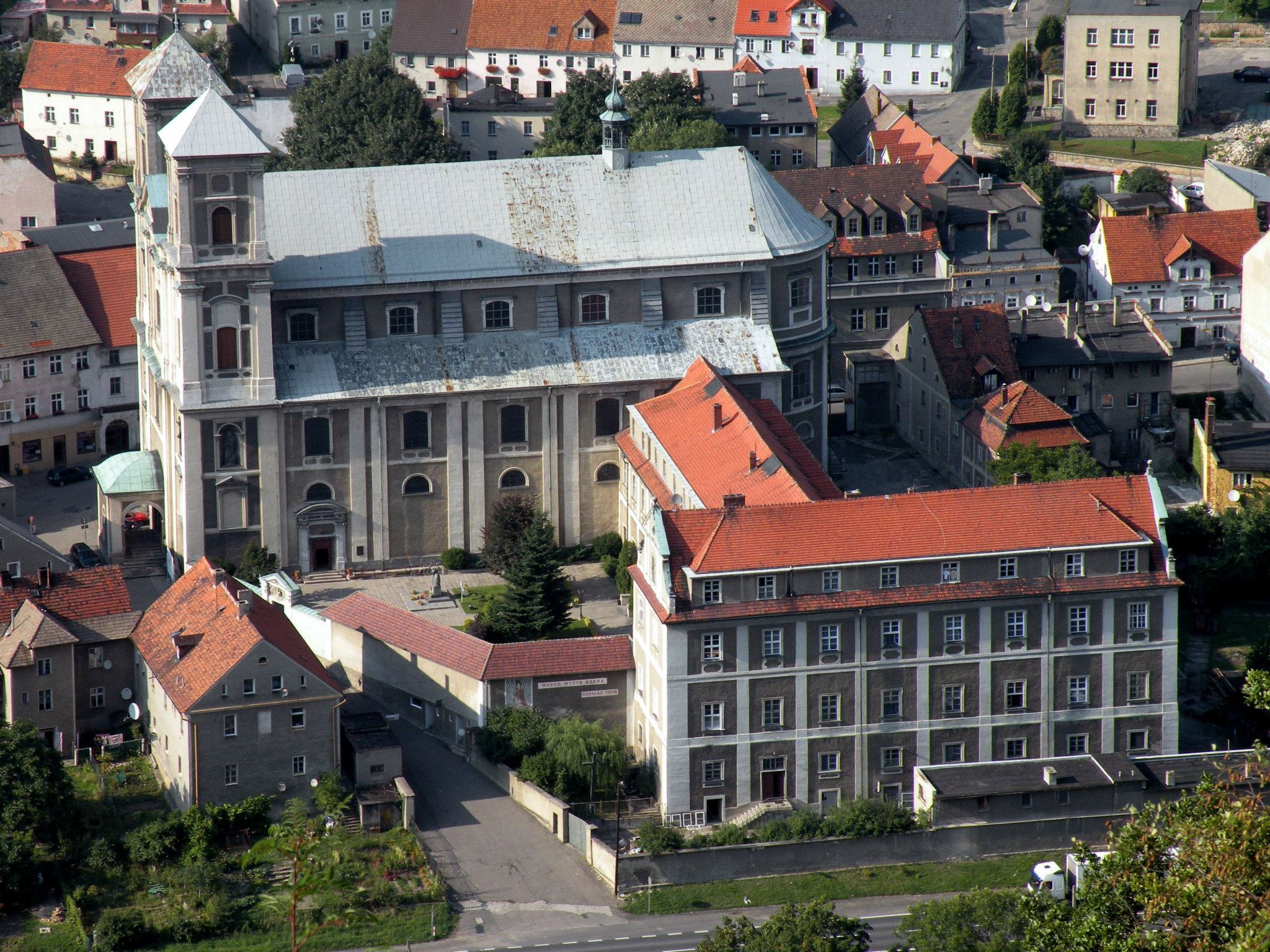
Sanktuarium w Bardzie

## Lista sanktuariów
| Miejscowość                         | Miejsce kultu | Obiekt kultu                                                                | Rok/Wiek powstania   | Data koronacji       | Koronator                                                             |
| Archidiecezja białostocka           | |                                                                             |                      |                      |                                                                       |
| Białystok                           | Sanktuarium NMP Matki Miłosierdzia Archikatedra Wniebowzięcia NMP                                                | obraz Matki Bożej Ostrobramskiej (kopia)                                    | 1927                 | 5 czerwca 1995       | kard. Franciszek Macharski                                            |
| Juchnowiec Kościelny                | Sanktuarium Matki Bożej Królowej Rodzin                                                                          | obraz Matki Bożej Królowej Rodzin                                           | XIX w.               | –                    | –                                                                     |
| Krypno Kościelne                    | Sanktuarium Matki Bożej Pocieszenia Kolegiata Narodzenia NMP                                                     | obraz Matki Bożej Pocieszenia                                               | XVI w.               | 8 września 1985      | kard. Józef Glemp                                                     |
| Różanystok                          | Sanktuarium Maryjne Kościół Ofiarowania NMP (Salezjanie)                                                         | obraz Matki Bożej Różanostockiej                                            | XVII w.              | 28 czerwca 1981      | kard. Franciszek Macharski                                            |
| Wasilków – Święta Woda              | Sanktuarium Matki Bożej Bolesnej                                                                                 | obraz Matki Bożej Bolesnej                                                  | XVI w.               | –                    | –                                                                     |
| Diecezja bielsko-żywiecka           | |                                                                             |                      |                      |                                                                       |
| Bielsko-Biała – Hałcnów             | Sanktuarium Matki Bożej Bolesnej Kościół Nawiedzenia Najświętszej Maryi Panny                                    | figura Matki Bożej Bolesnej                                                 | XVI w.               | 2 lipca 1926         | bp Anatol Nowak                                                       |
| Bielsko-Biała – Hałcnów             | Sanktuarium Matki Bożej Bolesnej Kościół Nawiedzenia Najświętszej Maryi Panny                                    | figura Matki Bożej Bolesnej                                                 | XVI w.               | 26 września 1993     | kard. Franciszek Macharski                                            |
| Chybie                              | Sanktuarium Matki Bożej Gołyskiej Kościół Chrystusa Króla                                                        | Obraz Matki Bożej Gołyskiej                                                 | XVIII w.             | 15 maja 2004         | bp Tadeusz Rakoczy                                                    |
| Cieszyn                             | Sanktuarium Matki Bożej Cieszyńskiej Kościół św. Marii Magdaleny                                                 | obraz Matki Bożej Cieszyńskiej                                              | XVII w.              | 7 października 1997  | bp Tadeusz Rakoczy                                                    |
| Inwałd                              | Kościół Narodzenia NMP                                                                                           | obraz Matki Bożej Inwałdzkiej                                               | XVII w.              | –                    | –                                                                     |
| Kęty                                | Kościół św. Małgorzaty i Katarzyny                                                                               | obraz Matki Bożej Pocieszenia                                               | XV w.                | 18 września 1988     | kard. Franciszek Macharski                                            |
| Kończyce Małe                       | Sanktuarium Matki Bożej Kończyckiej Kościół Narodzenia NMP                                                       | obraz Matki Bożej Kończyckiej                                               | XV w.                | –                    | –                                                                     |
| Oświęcim                            | Sanktuarium Matki Bożej Wspomożenia Wiernych (Salezjanie)                                                        | obraz Matki Bożej Wspomożenia Wiernych                                      | XVI w.               | –                    | –                                                                     |
| Przyłęków                           | Sanktuarium Matki Bożej Wspomożenia Wiernych (Salezjanie)                                                        | figura Matki Bożej Wspomożenia Wiernych                                     | XX w.                | 24 maja 2014         | bp Tadeusz Rakoczy i bp Roman Pindel                                  |
| Rajcza                              | Kościół św. Wawrzyńca                                                                                            | obraz Matki Bożej Kazimierzowskiej                                          | XVII w.              | 1 lipca 2017         | bp Roman Pindel                                                       |
| Rychwałd                            | Sanktuarium Matki Bożej Rychwałdzkiej (oo. Franciszkanie)                                                        | obraz Matki Bożej Rychwałdzkiej – Pani Ziemi Żywieckiej                     | XV w.                | 18 lipca 1965        | kard. Stefan Wyszyński                                                |
| Szczyrk                             | Sanktuarium Matki Bożej Królowej Polski (Salezjanie)                                                             | obraz Matki Bożej Szczyrkowskiej                                            | 1960                 | 21 września 2008     | kard. Stanisław Dziwisz                                               |
| Diecezja bydgoska                   | |                                                                             |                      |                      |                                                                       |
| Bydgoszcz                           | Sanktuarium Matki Bożej Pięknej Miłości Katedra św. Marcina i św. Mikołaja                                       | obraz Matki Bożej Pięknej Miłości                                           | ok. 1475             | 29 maja 1966         | kard. Stefan Wyszyński                                                |
| Bydgoszcz                           | Sanktuarium Matki Bożej Pięknej Miłości Katedra św. Marcina i św. Mikołaja                                       | obraz Matki Bożej Pięknej Miłości                                           | ok. 1475             | 7 czerwca 1999       | papież Jan Paweł II                                                   |
| Bydgoszcz                           | Sanktuarium Matki Bożej Pięknej Miłości Katedra św. Marcina i św. Mikołaja                                       | obraz Matki Bożej Szkaplerznej                                              | ok. 1700             | 16 lipca 2001        | abp Henryk Muszyński                                                  |
| Bydgoszcz                           | Sanktuarium Królowej Męczenników                                                                                 | obraz Matki Bożej Królowej Męczenników Kalwaria bydgoska                    |                      | –                    | –                                                                     |
| Bydgoszcz                           | Sanktuarium Zawierzenia Szensztacki Instytut Sióstr Maryi                                                        | obraz Matki Bożej Trzykroć Przedziwnej (kopia)                              | XX w.                | 18 czerwca 2011      | bp Jan Tyrawa                                                         |
| Górka Klasztorna                    | Sanktuarium Maryjne Bazylika NMP Niepokalanie Poczętej (Misjonarze św. Rodziny)                                  | obraz Matki Bożej Góreckiej                                                 | XVII w.              | 6 czerwca 1965       | kard. Stefan Wyszyński                                                |
| Archidiecezja częstochowska         | |                                                                             |                      |                      |                                                                       |
| Borowno                             | Sanktuarium Matki Bożej Borowieńskiej Kościół św. Wawrzyńca                                                      | obraz Matki Bożej Borowieńskiej                                             | XVIII w.             | –                    | –                                                                     |
| Częstochowa                         | Sanktuarium Jasnogórskie (oo. Paulini)                                                                           | obraz Matki Bożej Częstochowskiej – Królowej Polski                         | XIV w.               | 8 września 1717      | bp Krzysztof Jan Szembek                                              |
| Częstochowa                         | Sanktuarium Jasnogórskie (oo. Paulini)                                                                           | obraz Matki Bożej Częstochowskiej – Królowej Polski                         | XIV w.               | 22 maja 1910         | bp Stanisław Zdzitowiecki                                             |
| Częstochowa                         | Sanktuarium Zranionej Jasnogórskiej Ikony MBKościół św. Barbary w Częstochowie                                   | –                                                                           | XVII w.              | –                    | –                                                                     |
| Danków                              | Sanktuarium Matki Bożej Dankowskiej Kościół św. Stanisława BM                                                    | obraz Matki Bożej Różańcowej                                                | XVII w.              | 25 maja 2002         | abp Stanisław Nowak                                                   |
| Gidle                               | Sanktuarium Matki Bożej Gidelskiej Kościół Wniebowzięcia NMP (oo. Dominikanie)                                   | figura Matki Bożej Gidelskiej                                               | XVI w.               | 19 sierpnia 1922     | bp Stanisław Zdzitowiecki                                             |
| Kłobuck                             | Sanktuarium Matki Bożej Kłobuckiej Kościół św. Marcina                                                           | obraz Matki Bożej Kłobuckiej                                                | XV w.                | 31 maja 2004         | abp Stanisław Nowak                                                   |
| Lgota Wielka                        | Sanktuarium Matki Bożej Łaskawej Kościół św. Klemensa                                                            | obraz Matki Bożej Łaskawej (dawniej zwany obrazem Matki Bożej Różańcowej)   | XVII w.              | –                    | –                                                                     |
| Mstów (Wancerzów)                   | Sanktuarium Matki Bożej Mstowskiej Miłosierdzia Kościół Wniebowzięcia NMP (oo. Kanonicy laterańscy)              | obraz Matki Bożej Mstowskiej                                                | XVII w.              | 30 lipca 2000        | abp Stanisław Nowak                                                   |
| Myszków – Mrzygłód                  | Sanktuarium NMP Mrzygłodzkiej Kościół NMP Różańcowej                                                             | obraz Matki Bożej Różańcowej                                                | XVII w.              | 25 sierpnia 1996     | kard. Adam Maida                                                      |
| Osjaków                             | Sanktuarium Najświętszej Maryi Panny Łaskawej Kościół św. Kazimierza Królewicza                                  | obraz Najświętszej Maryi Panny Łaskawej                                     | XX w.                | –                    | –                                                                     |
| Pajęczno                            | Sanktuarium Matki Bożej PajęczańskiejKościół Wniebowzięcia NMP                                                   | obraz Matki Bożej Pajęczańskiej Matki Kościoła                              | XIII w.              | 28 maja 2005         | kard. Stanisław Nagy                                                  |
| Praszka                             | Sanktuarium Matki Bożej KalwaryjskiejKościół Świętej Rodziny                                                     | kopia obrazu Najświętszej MP Kalwaryjskiej – Kalwaria Praszkowska           | 2002                 | 12 września 2015     | abp Zygmunt Zimowski                                                  |
| Radomsko                            | Sanktuarium Matki Bożej Bolesnej Kościół Podwyższenia Krzyża Świętego                                            | Obraz Matki Bożej Bolesnej                                                  | XIV w.               | –                    | –                                                                     |
| Rozprza                             | Sanktuarium NMP Matki Życia Kościół Nawiedzenia NMP                                                              | obraz Matki Bożej Rozprzańskiej                                             | XVII w.              | 14 listopada 2009    | abp Stanisław Nowak abp Józef Życiński                                |
| Ruda                                | Sanktuarium Matki Bożej Rudzkiej Kościół św. Wojciecha                                                           | obraz Matki Bożej Rudzkiej                                                  | XVIII w.             | 24 września 2006     | abp Stanisław Nowak                                                   |
| Rybna                               | Sanktuarium Matki Bożej Fatimskiej Kościół Świętych Apostołów Piotra i Pawła                                     | figura Matki Bożej Fatimskiej                                               | 1991                 | –                    | –                                                                     |
| Sulmierzyce                         | Sanktuarium Matki Bożej RóżańcowejKościół św. Erazma                                                             | kopia obrazu Matki Bożej Sulmierzyckiej                                     | XVI w.               | –                    | –                                                                     |
| Truskolasy                          | Sanktuarium Matki Bożej TruskolaskiejKościół św. Mikołaja                                                        | obraz Matki Bożej Truskolaskiej                                             | XVII w.              | –                    | –                                                                     |
| Trzepnica-Pocieszna Górka / Teklin  | Sanktuarium Matki Bożej Pocieszenia Kościół Zesłania Ducha Świętego tzw. Pocieszna Górka                         | obraz Matki Bożej Pocieszenia Oblubienicy Ducha Świętego                    | XVIII w.             | 8 września 2007      | kard. Stanisław Dziwisz                                               |
| Wąsosz Górny                        | Sanktuarium Pasyjno-Maryjne Kościół św. Andrzeja Apostoła                                                        | obraz Matki Bożej Kochającej                                                | XVII w.              | –                    | –                                                                     |
| Wielgomłyny                         | sanktuarium Matki Bożej Bolesnej Pani Wielgomłyńskiej Kościół św. Stanisława Biskupa Męczennika                  | Pietà                                                                       | XV w.                | –                    | –                                                                     |
| Wieluń                              | Sanktuarium Matki Bożej Pocieszenia Kolegiata Bożego Ciała                                                       | obraz Matki Bożej Pocieszenia                                               | XVII w.              | 5 września 1971      | kard. Stefan Wyszyński                                                |
| Wierzchlas                          | Sanktuarium Matki Bożej WierzchlejskiejKościół św. Mikołaja BW                                                   | obraz Matki Bożej Wierzchlejskiej                                           | XVIII w.             | –                    | –                                                                     |
| Zawiercie-Skarżyce                  | Sanktuarium Matki Bożej Skarżyckiej Kościół św. Trójcy                                                           | obraz Matki Bożej Skarżyckiej                                               | XVII w.              | –                    | –                                                                     |
| Żarki-Leśniów                       | Sanktuarium Matki Bożej Leśniowskiej (oo. Paulini)                                                               | figura Matki Bożej Leśniowskiej – Patronki Rodzin                           | XVI w.               | 13 sierpnia 1967     | kard. Stefan Wyszyński                                                |
| Diecezja drohiczyńska               | |                                                                             |                      |                      |                                                                       |
| Ciechanowiec                        | Sanktuarium Matki Bożej z DzieciątkiemKościół Trójcy Przenajświętszej                                            | obraz Matki Bożej z Dzieciątkiem                                            | 1617                 | 23 maja 2009         | bp Antoni Dydycz                                                      |
| Domanowo                            | Sanktuarium Matki Zbawiciela Naszego Jezusa Kościół św. Doroty                                                   | obraz Matki Bożej Domanowskiej                                              | 2015                 | 28 czerwca 2015      | bp Tadeusz Pikus                                                      |
| Łazówek                             | Sanktuarium Matki Bożej Pocieszenia Kościół Wniebowzięcia NMP                                                    | obraz Matki Bożej Pocieszenia (kopia)                                       | 1977                 | –                    | –                                                                     |
| Miedzna                             | Sanktuarium Matki Bożej Miedzeńskiej Kościół Zwiastowania NMP                                                    | obraz Matki Bożej Miedzeńskiej                                              | XVII w.              | 22 czerwca 1997      | kard. Józef Glemp                                                     |
| Ostrożany                           | Sanktuarium Matki Bożej Ostrożańskiej Kościół Narodzenia NMP                                                     | obraz Matki Bożej Ostrożańskiej                                             | XVII w.              | 5 lipca 1987         | kard. Józef Glemp                                                     |
| Węgrów                              | Sanktuarium Matki Bożej Fatimskiej Bazylika Wniebowzięcia NMP                                                    | figura Matki Bożej Fatimskiej                                               |                      | –                    | –                                                                     |
| Diecezja elbląska                   | |                                                                             |                      |                      |                                                                       |
| Dzierzgoń                           | Sanktuarium Matki Bożej Różańcowej Kościół Trójcy Przenajświętszej                                               | obraz Matki Bożej z Dzieciątkiem Jezus                                      |                      | –                    | –                                                                     |
| Elbląg – Stagniewo                  | Sanktuarium Matki Bożej Fatimskiej i św. Jana Pawła II                                                           | figura Matki Bożej Fatimskiej                                               | XX w.                | –                    | –                                                                     |
| Elbląg – Śródmieście                | Sanktuarium Matki Bożej Nieustającej Pomocy Kościół Matki Bożej Królowej Polski w Elblągu                        | obraz Matki Bożej Nieustającej Pomocy                                       | 19 października 2013 | –                    | –                                                                     |
| Lubieszewo                          | Sanktuarium Matki Bożej Szkaplerznej Kościół św. Elżbiety Węgierskiej                                            | obraz Matki Bożej Szkaplerznej                                              |                      | –                    | –                                                                     |
| Łęgowo                              | Sanktuarium Matki Bożej Fatimskiej Kościół Niepokalanego Poczęcia NMP (oo. Pallotyni)                            | obraz Matki Bożej Fatimskiej                                                | XX w.                | –                    | –                                                                     |
| Diecezja ełcka                      | |                                                                             |                      |                      |                                                                       |
| Ełk                                 | Sanktuarium Matki Bożej Fatimskiej Katedra św. Wojciecha                                                         | figura Matki Bożej Fatimskiej                                               | XX w.                | 6 czerwca 1991       | papież Jan Paweł II                                                   |
| Krasnybór                           | Kościół Zwiastowania NMP                                                                                         | obraz Matki Bożej Różańcowej                                                | XVII w.              | 8 września 2001      | bp Edward Samsel                                                      |
| Lipsk                               | Sanktuarium Matki Bożej Bazylianki Kościół Matki Bożej Anielskiej                                                | obraz Matki Bożej Bazylianki                                                | XV w.                | 2 sierpnia 2001      | abp Józef Michalik                                                    |
| Rajgród                             | Sanktuarium Matki Bożej Rajgrodzkiej Kościół Narodzenia NMP                                                      | obraz Matki Bożej Rajgrodzkiej                                              | XVIII w.             | 5 sierpnia 2000      | bp Wojciech Ziemba                                                    |
| Sejny                               | Sanktuarium Matki Bożej Sejneńskiej Bazylika Nawiedzenia NMP                                                     | figura MB                                                                   | XIV/XV w.            | 7 września 1975      | kard. Stefan Wyszyński                                                |
| Studzieniczna (Augustów)            | Sanktuarium Matki Bożej Studzieniczańskiej Kaplica Matki Bożej Studzienicznej                                    | obraz Matki Bożej Studzienicznej                                            | XVIII w.             | 17 września 1995     | kard. Józef Glemp                                                     |
| Archidiecezja gdańska               | |                                                                             |                      |                      |                                                                       |
| Gdańsk                              | Bazylika mariacka                                                                                                | figura Matki Bożej Pięknej                                                  | XV w.                | –                    | –                                                                     |
| Gdańsk                              | Bazylika św. Mikołaja (oo. Dominikanie)                                                                          | obraz Matki Bożej Zwycięskiej                                               | XIV w.               | 1 lipca 1751         | papież Benedykt XIV                                                   |
| Gdańsk                              | Kościół św. Katarzyny (oo. Karmelici)                                                                            | obraz Madonny Bołszowieckiej                                                | XVII w.              | 18 sierpnia 1777     | bp Kryspin Cieszkowski                                                |
| Gdańsk                              | Sanktuarium Matki Bożej Łaskawej Kościół św. Piotra i Pawła                                                      | obraz Matki Bożej Łaskawej                                                  | XVII w.              | 30 maja 1937         | abp Józef Teodorowicz                                                 |
| Gdańsk                              | Sanktuarium Matki Bożej Brzemiennej – Matemblewo                                                                 | figura Matki Bożej Brzemiennej                                              | XVIII w.             | 12 sierpnia 1990     | abp Tadeusz Gocłowski bp Marian Przykucki                             |
| Gdańsk                              | Archikatedra oliwska                                                                                             | Feretron z obrazem NMP Oliwskiej                                            | XVIII w.             | –                    | –                                                                     |
| Gdańsk                              | Kościół św. Józefa (oo. Oblaci)                                                                                  | obraz Matki Bożej Szkaplerznej                                              |                      | –                    | –                                                                     |
| Gdańsk                              | Bazylika św. Brygidy                                                                                             | obraz Matki Bożej Opiekunki Ludzi Pracy                                     | XX w.                | –                    | –                                                                     |
| Gdańsk                              | Kolegiata Serca Jezusowego – Wrzeszcz                                                                            | obraz Matki Bożej Ostrobramskiej (kopia)                                    | XX w.                | –                    | –                                                                     |
| Gdańsk                              | Sanktuarium Matki Bożej Fatimskiej w Gdańsku Żabiance                                                            | figura Matki Bożej Fatimskiej                                               | XX w.                | –                    | –                                                                     |
| Gdańsk                              | Sanktuarium Matki Bożej Saletyńskiej – Sobieszewo (oo. Saletyni)                                                 | figura Matki Bożej Saletyńskiej                                             | XX w.                | 5 sierpnia 2007      | abp Tadeusz Gocłowski                                                 |
| Gdynia – Babie Doły                 | Sanktuarium Matki Bożej Licheńskiej                                                                              | obraz Matki Bożej Licheńskiej (kopia)                                       |                      | –                    | –                                                                     |
| Łęgowo                              | Sanktuarium Matki Bożej Łęgowskiej Kościół św. Mikołaja                                                          | obraz Matki Bożej Łęgowskiej                                                | XVIII w.             | –                    | –                                                                     |
| Rumia                               | Sanktuarium Matki Bożej Wspomożenia Wiernych                                                                     | obraz Matki Bożej Wspomożenia Wiernych                                      | 1949                 | 12 października 2012 | abp Sławoj Leszek Głódź                                               |
| Swarzewo                            | Kościół Narodzenia NMP                                                                                           | figura Matki Bożej Królowej Polskiego Morza – Opiekunki Rybaków             | XV w.                | 8 września 1937      | bp Stanisław Okoniewski                                               |
| Trąbki Wielkie                      | kościół Wniebowzięcia NMP                                                                                        | obraz Matki Bożej Trąbkowskiej                                              | XVII w.              | 12 czerwca 1987      | papież Jan Paweł II                                                   |
| Wejherowo                           | Kościół św. Anny (oo. Franciszkanie)                                                                             | obraz Matki Bożej Wejherowskiej                                             | XVII w.              | 5 czerwca 1999       | papież Jan Paweł II                                                   |
| Diecezja gliwicka                   | |                                                                             |                      |                      |                                                                       |
| Bytom                               | Kościół Wniebowzięcia NMP                                                                                        | obraz Matki Boskiej Bytomskiej                                              | XV w.                | –                    | –                                                                     |
| Gliwice                             | Sanktuarium Matki Bożej Kochawińskiej (oo. Jezuici)                                                              | obraz Matki Bożej Kochawińskiej                                             | XVII w.              | 15 sierpnia 1912     | abp Józef Bilczewski                                                  |
| Gliwice                             | Kościół św. Trójcy (ormiański)                                                                                   | obraz Matki Bożej Łysieckiej                                                | XVI w.               | 3 września 1989      | Hovhannes Bedros XVIII Kasparian                                      |
| Gliwice                             | Kościół Podwyższenia Krzyża Świętego (oo. Redemptoryści)                                                         | obraz Matki Bożej Nieustającej Pomocy                                       | XX w.                | 22 czerwca 2014      | kard. Stanisław Dziwisz                                               |
| Lubecko                             | Sanktuarium Matki Bożej Lubeckiej                                                                                | obraz Matki Bożej Częstochowskiej                                           | XVIII w.             | –                    | –                                                                     |
| Rudy                                | Sanktuarium Matki Bożej Pokornej                                                                                 | obraz Matki Bożej Pokornej                                                  | XVIII w.             | 4 czerwca 2000       | abp Józef Kowalczyk                                                   |
| Zabrze – Mikulczyce                 | Kościół św. Wawrzyńca                                                                                            | obraz Matki Bożej Mikulczyckiej                                             | XVI w.               | –                    | –                                                                     |
| Zbrosławice                         | Kościół Wniebowzięcia NMP                                                                                        | figura Matki Bożej Zbrosławickiej                                           | XV w.                | –                    | –                                                                     |
| Archidiecezja gnieźnieńska          | |                                                                             |                      |                      |                                                                       |
| Biechowo                            | Sanktuarium Matki Bożej Pocieszenia Kościół Narodzenia Najświętszej Marii Panny w Biechowie (oo. Paulini)        | obraz Matki Bożej Pocieszenia                                               | XV w.                | 12 września 1976     | kard. Stefan Wyszyński                                                |
| Dąbrówka Kościelna                  | Sanktuarium Matki Bożej Pocieszenia kościół NMP Wniebowziętej                                                    | obraz Matki Bożej Dąbrowieckiej                                             | 1956                 | 15 czerwca 1969      | kard. Stefan Wyszyński                                                |
| Dąbrówka Kościelna                  | Sanktuarium Matki Bożej Pocieszenia kościół NMP Wniebowziętej                                                    | obraz Matki Bożej Dąbrowieckiej                                             | 1956                 | 26 czerwca 1994      | abp Józef Kowalczyk                                                   |
| Gniezno                             | Kościół Wniebowzięcia NMP i św. Antoniego (oo. Franciszkanie)                                                    | obraz Matki Bożej Pocieszenia – Pani Gniezna                                | XVII w.              | 3 czerwca 1997       | papież Jan Paweł II                                                   |
| Gościeszyn                          | Kościół Nawiedzenia NMP                                                                                          | obraz Matki Bożej Gościeszyńskiej                                           | XV w.                | –                    | –                                                                     |
| Kawnice                             | Sanktuarium Matki Bożej Pocieszycielki Strapionych Kościół Matki Bożej Pocieszenia (Salezjanie)                  | obraz Matki Bożej Pocieszycielki                                            | XVI w.               | 1 września 1974      | kard. Stefan Wyszyński                                                |
| Markowice                           | Sanktuarium Matki Bożej Pani Kujaw Kościół Nawiedzenia NMP                                                       | rzeźba Matki Bożej z Dzieciątkiem                                           | XV w.                | 27 czerwca 1965      | kard. Stefan Wyszyński                                                |
| Parkowo                             | Sanktuarium Matki Bożej Parkowskiej Kościół NMP Królowej Świata i św. Małgorzaty                                 | obraz Matki Bożej Parkowskiej Królowej Świata                               | XVII w.              | –                    | –                                                                     |
| Pieranie                            | Sanktuarium Matki Bożej Łaskawej Kościół św. Mikołaja                                                            | obraz Matki Bożej Łaskawej                                                  | XVI w.               | 2 lipca 1722         | bp Wojciech Bardziński                                                |
| Pieranie                            | Sanktuarium Matki Bożej Łaskawej Kościół św. Mikołaja                                                            | obraz Matki Bożej Łaskawej                                                  | XVI w.               | 3 września 1967      | kard. Stefan Wyszyński                                                |
| Złotków                             | Sanktuarium Matki Bożej Złotkowskiej Kościół Imienia NMP                                                         | obraz Matki Bożej Złotkowskiej                                              | XIX w.               | 10 września 2006     | abp Henryk Muszyński                                                  |
| Diecezja kaliska                    | |                                                                             |                      |                      |                                                                       |
| Blizanów                            | Sanktuarium Narodzenia Najświętszej Maryi Panny Kościół Narodzenia NMP                                           | obraz Matki Bożej Blizanowskiej                                             | XVII w.              | –                    | –                                                                     |
| Bralin                              | Sanktuarium Narodzenia Najświętszej Maryi Panny Kościół Narodzenia NMP na Pólku                                  | obraz Matki Bożej z Dzieciątkiem                                            | XIX w.               | –                    | –                                                                     |
| Chełmce                             | Sanktuarium Najświętszej Maryi Panny Przyczyny Naszej Radości Kościół Narodzenia NMP                             | obraz Matki Bożej z Dzieciątkiem                                            | XVII w.              | –                    | –                                                                     |
| Chocz                               | Sanktuarium Matki Bożej Szkaplerznej Kościół Wniebowzięcia NMP                                                   | obraz Wniebowzięcia NMP                                                     | XVII w.              | –                    | –                                                                     |
| Czastary                            | Sanktuarium Narodzenia NMP                                                                                       | obraz Matki Bożej z Dzieciątkiem adorowanej przez dominikanina              | XVIII/XIX w.         | –                    | –                                                                     |
| Czermin                             | Sanktuarium Matki Bożej Śnieźnej (Czermińskiej) Kościół św. Jakuba Apostoła                                      | obraz Matki Bożej Śnieżnej                                                  | XIX w.               | –                    | –                                                                     |
| Dębe                                | Sanktuarium Matki Bożej z Dzieciątkiem Kościół Zwiastowania Pańskiego                                            | obraz Matki Bożej z Dzieciątkiem                                            | XIX w.               | –                    | –                                                                     |
| Golina                              | Sanktuarium Matki Bożej Pocieszenia Kościół św. Andrzeja Apostoła                                                | obraz Matki Bożej Pocieszenia                                               | XVII w.              | 23 sierpnia 1970     | kard. Stefan Wyszyński                                                |
| Grabów nad Prosną                   | Sanktuarium Matki Bożej Niepokalanie Poczętej Kościół Najświętszej Maryi Panny Niepokalanie Poczętej             | obraz Matki Bożej Szkaplerznej                                              | XVIII w.             |                      |                                                                       |
| Grębanin                            | Sanktuarium NMP Niepokalanie Poczętej Kościół Niepokalanego Poczęcia Najświętszej Maryi Panny                    | obraz Matki Bożej Niepokalanie Poczętej                                     | XIX w.               |                      |                                                                       |
| Grodzisko                           | Sanktuarium Matki Bożej z Dzieciątkiem Kościół św. Mikołaja                                                      | obraz Matki Bożej z Dzieciątkiem                                            | XIX w.               |                      |                                                                       |
| Janków Zaleśny                      | Sanktuarium Matki Bożej z Dzieciątkiem Jezus (Jankowskiej) Kościół św. Wojciecha                                 | obraz Matki Bożej z Dzieciątkiem                                            | XV w.                |                      |                                                                       |
| Kobylin                             | Kościół Matki Bożej przy Żłóbku (oo. Franciszkanie)                                                              | obraz Matki Bożej przy Żłóbku                                               | XVII w.              | –                    | –                                                                     |
| Kotłów                              | Sanktuarium Matki Bożej z Dzieciątkiem Kościół Narodzenia NMP                                                    | obraz Matki Bożej z Dzieciątkiem                                            | XVII w.              | –                    | –                                                                     |
| Kretków                             | Sanktuarium Matki Bożej Patronki Małżeństw Kościół Wszystkich Świętych                                           | obraz Matki Bożej z Dzieciątkiem                                            | XIX w.               | –                    | –                                                                     |
| Kuczków                             | Sanktuarium Matki Bożej z Dzieciątkiem Kościół św. Marcina                                                       | obraz Matki Bożej z Dzieciątkiem                                            | XIX w.               | –                    | –                                                                     |
| Lutogniew                           | Sanktuarium Matki Bożej Pocieszenia Kościół św. Trójcy                                                           | obraz Matki Bożej Pocieszenia                                               | XVI w.               | 29 sierpnia 1999     | abp Juliusz Paetz                                                     |
| Lutynia                             | Sanktuarium Matki Bożej Miłościwej (Cudownej Chorych Lekarki) Kościół Najświętszej Maryi Panny Wniebowziętej     | obraz Matki Bożej z Dzieciątkiem                                            | XVII w.              | 13 sierpnia 1972     | kard. Stefan Wyszyński                                                |
| Łubnice                             | Sanktuarium NMP Wniebowziętej Kościół NMP Wniebowziętej                                                          | obraz Wniebowzięcia NMP                                                     | XIX w.               |                      |                                                                       |
| Niedźwiady                          | Sanktuarium Matki Bożej Nieustającej Pomocy Kościół Wniebowzięcia NMP (karmelitanki bose)                        | obraz Matki Bożej Nieustającej Pomocy                                       | XIX w.               | 7 czerwca 1991       | papież Jan Paweł II                                                   |
| Skalmierzyce                        | Sanktuarium Matki Bożej Skalmierzyckiej Kościół św. Katarzyny                                                    | obraz Matki Bożej Skalmierzyckiej                                           | XV w.                | 4 września 1966      | kard. Stefan Wyszyński                                                |
| Strzałków                           | Sanktuarium NMP Niepokalanie Poczętej Kościół NMP Niepokalanie Poczętej                                          | obraz Niepokalanego Poczęcia NMP                                            | XIX w.               |                      |                                                                       |
| Szczury                             | Sanktuarium Matki Bożej z Dzieciątkiem Kościół św. Michała Archanioła                                            | obraz Matki Bożej z Dzieciątkiem                                            | XIX w.               |                      |                                                                       |
| Tursko                              | Sanktuarium Matki Bożej Łaskawej Kościół św. Andrzeja                                                            | obraz Matki Bożej Łaskawej                                                  | XVIII w.             | 1 września 1968      | kard. Stefan Wyszyński                                                |
| Twardogóra                          | Sanktuarium Matki Bożej Wspomożenia Wiernych (Salezjanie)                                                        | figura Matki Bożej Wspomożenia Wiernych                                     | XX w.                | 24 września 1995     | kard. Józef Glemp                                                     |
| Złotniki                            | Sanktuarium Imienia Maryi Kościół Imienia NMP                                                                    | obraz Matki Bożej z Dzieciątkiem                                            | XIX w.               |                      |                                                                       |
| Żegocin                             | Sanktuarium Matki Bożej z Dzieciątkiem (Żegocińskiej) Kościół Wniebowzięcia NMP                                  | obraz Matki Bożej Różańcowej                                                | XVII w.              | 5 września 1965      | kard. Stefan Wyszyński                                                |
| Archidiecezja katowicka             | |                                                                             |                      |                      |                                                                       |
| Katowice (Bogucice)                 | Sanktuarium Matki Bożej Boguckiej Bazylika św. Szczepana                                                         | obraz Matki Bożej Boguckiej                                                 | XV/XVI w.,           | 4 czerwca 2000       | abp Józef Kowalczyk                                                   |
| Mikołów (Bujaków)                   | Sanktuarium Matki Bożej Opiekunki Środowiska Naturalnego                                                         | figura Matki Bożej Bujakowskiej                                             | około 1480           | 9 września 2000      | abp Damian Zimoń                                                      |
| Piekary Śląskie                     | Sanktuarium Matki Bożej Piekarskiej                                                                              | obraz Matki Bożej Piekarskiej – Patronki archidiecezji katowickiej          | XVII w.              | 15 sierpnia 1925     | abp Lorenzo Lauri                                                     |
| Pszów                               | Sanktuarium Matki Bożej Uśmiechniętej Bazylika Narodzenia NMP                                                    | obraz Matki Bożej Pszowskiej                                                | 1722                 | 8 września 2002      | abp Damian Zimoń                                                      |
| Ruda Śląska (Kochłowice)            | Sanktuarium Matki Bożej z Lourdes                                                                                | grota Matki Bożej z Lourdes                                                 | 1904                 | 19 grudnia 2008      | abp Damian Zimoń                                                      |
| Turza Śląska                        | Sanktuarium Matki Bożej Fatimskiej                                                                               | obraz Matki Bożej Fatimskiej                                                | XX w.                | 13 czerwca 2004      | abp Józef Kowalczyk                                                   |
| Diecezja kielecka                   | |                                                                             |                      |                      |                                                                       |
| Daleszyce                           | Sanktuarium Matki Bożej Daleszyckiej Kościół św. Michała Archanioła                                              | obraz Matki Bożej Szkaplerznej                                              | XVI w.               | 17 lipca 2021        | kard. Stanisław Dziwisz                                               |
| Dzierzgów                           | Sanktuarium Matki Bożej Dzierzgowskiej Kościół Wniebowzięcia NMP                                                 | obraz Matki Bożej Płaczącej                                                 | XVI w.               | –                    | –                                                                     |
| Hebdów                              | Sanktuarium MB Hebdowskiej Kościół Wniebowzięcia NMP i św. Apostołów Piotra i Pawła                              | figura Matki Bożej Hebdowskiej                                              |                      | –                    | –                                                                     |
| Kielce                              | Sanktuarium MB Łaskawej KieleckiejKatedra Wniebowzięcia NMP                                                      | obraz Matki Bożej Łaskawej, Kieleckiej                                      | XVI w.               | 3 czerwca 1991       | papież Jan Paweł II                                                   |
| Lelów                               | Sanktuarium Matki Bożej Pocieszycielki Lelowskiej Kościół św. Marcina                                            | obraz Matki Bożej Pocieszenia                                               | XIV w.               | 24 czerwca 1949      | bp Czesław Kaczmarek                                                  |
| Oleszno                             | Kościół Wniebowzięcia Najświętszej Maryi Panny w Olesznie                                                        | obraz Matki Bożej Oleszyńskiej                                              | XVI w.               | 11 lipca 1985        | bp Stanisław Szymecki                                                 |
| Piekoszów                           | Sanktuarium Matki Bożej MiłosierdziaKościół Narodzenia NMP                                                       | obraz Matki Bożej Piekoszowskiej                                            | XVII/XVIII w.        | 8 września 1968      | kard. Stefan Wyszyński                                                |
| Pińczów                             | Sanktuarium Matki Bożej Mirowskiej Kościół Nawiedzenia NMP (oo. Franciszkanie)                                   | obraz Matki Bożej Mirowskiej                                                | XVII w.              | 14 czerwca 1992      | abp Józef Kowalczyk                                                   |
| Piotrkowice Chmielnickie            | Sanktuarium Matki Bożej Loretańskiej Kościół Zwiastowania MB (oo. Karmelici bosi)                                | figura Matki Bożej Loretańskiej                                             | XV w.                | 7 września 1958      | bp Czesław Kaczmarek                                                  |
| Smardzowice                         | Sanktuarium Matki Bożej Smardzowickiej Kościół św. Małgorzaty                                                    | obraz Matki Bożej Smardzowickiej                                            | XV w.                | 27 sierpnia 1972     | kard. Stefan Wyszyński                                                |
| Uniejów-Parcela                     | Sanktuarium NMP Bolesnej Kościół św. Wita                                                                        | obraz MB Bolesnej – Pietà                                                   | 1420                 | –                    | –                                                                     |
| Wiślica                             | Sanktuarium Madonny Łokietkowej Kolegiata Narodzenia NMP                                                         | figura Matki Bożej Łokietkowej                                              | XIII/XIV w.          | 17 lipca 1966        | kard. Stefan Wyszyński                                                |
| Włoszczowa                          | Sanktuarium MB Włoszczowskiej Opiekunki RodzinKościół Wniebowzięcia NMP                                          | obraz MB Włoszczowskiej                                                     |                      | –                    | –                                                                     |
| Zielenice                           | Kościół Niepokalanego Poczęcia NMP – (kk. Orioniści)                                                             | obraz Matki Bożej Zielenickiej                                              | XVII w.              | 19 czerwca 1983      | papież Jan Paweł II                                                   |
| Diecezja koszalińsko-kołobrzeska    | |                                                                             |                      |                      |                                                                       |
| Darłowo                             | Kościół Matki Bożej Częstochowskiej (oo. Franciszkanie)                                                          | figura Matki Bożej Fatimskiej, Królowej Pokoju i Jedności                   | XX w.                | 2 czerwca 1993       | papież Jan Paweł II                                                   |
| Koszalin                            | Sanktuarium Matki Bożej Trzykroć Przedziwnej                                                                     | obraz Matki Bożej Trzykroć Przedziwnej (Mater Ter Admirabilis – MTA)        | 1915                 | –                    | –                                                                     |
| Polanów                             | Sanktuarium na Świętej Górze Polanowskiej Pustelnia – (oo. Franciszkanie)                                        | Święte źródło, obraz Matki Bożej Bramy Nieba                                | –                    | –                    | –                                                                     |
| Skrzatusz                           | Sanktuarium Matki Bożej Bolesnej Kościół Wniebowzięcia NMP                                                       | figura Matki Bożej Skrzatuskiej                                             | XV w.                | 18 września 1988     | kard. Józef Glemp                                                     |
| Archidiecezja krakowska             | |                                                                             |                      |                      |                                                                       |
| Czerna                              | Sanktuarium Matki Bożej Szkaplerznej i św. Rafała Kalinowskiego w Czernej                                        | obraz Matki Bożej Szkaplerznej                                              | 2 poł. XVIII w.      | 17 lipca 1988        | kard. Franciszek Macharski                                            |
| Czerwienne                          | Sanktuarium Matki Bożej Jasnogórskiej na Bachledówce                                                             | obraz Matki Bożej Częstochowskiej (kopia)                                   | –                    | –                    | –                                                                     |
| Dziekanowice                        | Sanktuarium Macierzyństwa NMP                                                                                    | Obraz Matki Bożej Dziekanowskiej                                            | XVII w.              | 29 września 1991     | kard. Franciszek Macharski                                            |
| Gaj                                 | Sanktuarium Matki Bożej Gajowskiej - Kościół Narodzenia NMP                                                      | obraz Matki Bożej Gajowskiej                                                | 2 poł. XV w.         | –                    | –                                                                     |
| Gdów                                | Sanktuarium Matki Bożej Gdowskiej Kościół Narodzenia NMP                                                         | obraz Matki Bożej Gdowskiej (kopia)                                         | XVIII w.             | 12 września 1999     | kard. Franciszek Macharski                                            |
| Jordanów                            | Sanktuarium Matki Bożej Trudnego Zawierzenia Kościół Przenajświętszej Trójcy                                     | obraz Matki Bożej Częstochowskiej (kopia)                                   | XVII w.              | 25 września 1994     | kard. Franciszek Macharski                                            |
| Jordanów                            | Sanktuarium Matki Bożej Trudnego Zawierzenia Kościół Przenajświętszej Trójcy                                     | obraz Matki Bożej Częstochowskiej (kopia)                                   | XVII w.              | 9 października 2010  | kard. Stanisław Dziwisz, kard. Antonio C. Llovera                     |
| Kalwaria Zebrzydowska               | Sanktuarium pasyjno-maryjne Bazylika Matki Bożej Anielskiej (oo. Bernardyni)                                     | obraz Matki Bożej Kalwaryjskiej                                             | XVII w.              | 15 sierpnia 1887     | bp Albin Dunajewski                                                   |
| Kraków                              | Bazylika Mariacka                                                                                                | obraz Matki Bożej Częstochowskiej (kopia)                                   | 1638                 | 15 grudnia 1968      | kard. Stefan Wyszyński                                                |
| Kraków                              | Bazylika św. Franciszka z Asyżu (oo. Franciszkanie)                                                              | obraz Matki Bożej Bolesnej                                                  | XVI w.               | 20 września 1908     | kard. Jan Duklan Puzyna                                               |
| Kraków                              | Domek loretański                                                                                                 | –                                                                           | pocz. XVIII w,       | –                    | –                                                                     |
| Kraków                              | Kościół Matki Bożej Królowej Polski Arka Pana                                                                    | figura Matki Bożej Fatimskiej                                               | XX w.                | 13 września 1992     | abp Stanisław Nowak                                                   |
| Kraków                              | Kościół Matki Bożej Nieustającej Pomocy w Krakowie                                                               | kopia obrazu Matki Bożej Nieustającej Pomocy                                | 1909                 | 26 czerwca 1994      | kard. Franciszek Macharski                                            |
| Kraków                              | Sanktuarium Matki Bożej Płaszowskiej, Błogosławionego Macierzyństwa Kościół Najświętszego Serca Pana Jezusa      | obraz Matki Bożej Płaszowskiej                                              | 1931                 | –                    | –                                                                     |
| Kraków                              | Kościół Nawiedzenia NMP (oo. Karmelici)                                                                          | fresk Matki Bożej Piaskowej                                                 | XVI w.               | 8 września 1883      | bp Albin Dunajewski                                                   |
| Kraków                              | Kościół św. Barbary                                                                                              | obraz Matki Boskiej Jurowickiej                                             | 1885                 | –                    | –                                                                     |
| Kraków                              | Kościół św. Jana Chrzciciela i św. Jana Ewangelisty (ss. Prezentki)                                              | obraz Matki Bożej Świętojańskiej                                            | XVI w.               | 9 maja 1965          | abp Karol Wojtyła                                                     |
| Kraków                              | Kościół św. Katarzyny (oo. Augustianie)                                                                          | fresk Matki Bożej Pocieszenia                                               | XV/XVI w.            | 9 grudnia 2000       | kard. Franciszek Macharski                                            |
| Kraków                              | Kościół św. Szczepana                                                                                            | obraz Matki Bożej Pocieszenia                                               | XVI/XVII w.          | 12 września 2002     | kard. Franciszek Macharski                                            |
| Kraków                              | Bazylika św. Trójcy (oo. Dominikanie)                                                                            | obraz Matki Bożej Śnieżnej                                                  | XVI w.               | 2 października 1921  | kard. Adam Sapieha                                                    |
| Ludźmierz                           | Bazylika Wniebowzięcia NMP                                                                                       | rzeźba Matki Bożej Ludźmierskiej – Królowej Podhala                         | XV w.                | 15 sierpnia 1963     | kard. Stefan Wyszyński                                                |
| Maków Podhalański                   | Sanktuarium MB Opiekunki i Królowej Rodzin - Kościół Przemienienia Pańskiego                                     | obraz Matki Bożej Makowskiej                                                | XVI w.               | 10 czerwca 1979      | papież Jan Paweł II                                                   |
| Małe Ciche – Wiktorówki             | Sanktuarium na Wiktorówkach (oo. Dominikanie)                                                                    | figura Matki Bożej Jaworzyńskiej – Królowej Tatr                            | XIX w.               | –                    | –                                                                     |
| Myślenice                           | Sanktuarium Matki Bożej Myślenickiej Kościół Narodzenia NMP                                                      | obraz Matki Boskiej Myślenickiej                                            | XVI w.               | 24 sierpnia 1969     | kard. Karol Wojtyła                                                   |
| Płoki                               | Sanktuarium Matki Bożej Patronki Rodzin Robotniczych Kościół Narodzenia NMP                                      | obraz Matki Bożej Płockiej                                                  | XV w.                | 12 września 1982     | kard. Franciszek Macharski                                            |
| Sanka                               | Sanktuarium MB Pani Saneckiej, Matki Oczekiwanego Macierzyństwa - Kościół św. Jakuba Apostoła                    | obraz Matki Bożej Saneckiej                                                 | XVII w.              | 22 maja 2016         | abp Wacław Depo                                                       |
| Sidzina                             | Sanktuarium Matki Bożej Sidzińskiej - Kościół św. Mikołaja                                                       | obraz Matki Bożej Sidzińskiej                                               | XIV/XV w.            | –                    | –                                                                     |
| Skomielna Czarna                    | Sanktuarium Matki Bożej Kołomyjskiej - Kościół Nawiedzenia NMP                                                   | obraz Matki Bożej Kołomyjskiej                                              | 1961                 | –                    | –                                                                     |
| Staniątki                           | Sanktuarium Matki Bożej Bolesnej Kościół św. Wojciecha (ss. Benedyktynki)                                        | obraz MB                                                                    | XVII w.              | 21 września 1924     | bp Adam Stefan Sapieha                                                |
| Ślemień                             | Sanktuarium Matki Bożej na Jasnej Górce                                                                          | obraz Matki Bożej Częstochowskiej (kopia)                                   | XVII w.              | 4 września 2016      | kard. Stanisław Dziwisz                                               |
| Tenczynek                           | Sanktuarium Matki Bożej Tenczyńskiej Kościół św. Katarzyny                                                       | obraz Zwycięskiej Matki Bożej Tenczyńskiej Patronki Rodzin                  | XVIII w.             | –                    | –                                                                     |
| Tokarnia                            | Sanktuarium Matki Bożej Śnieżnej - Kościół Matki Bożej Śnieżnej                                                  | kopia obrazu Matki Bożej Śnieżnej                                           | XVIII w.             | 8 października 2016  | kard. Stanisław Dziwisz                                               |
| Trzebinia                           | Sanktuarium Matki Bożej Fatimskiej Bazylika NSPJ (Salwatorianie)                                                 | figura Matki Bożej Fatimskiej                                               | XX w.                | 13 września 1997     | kard. Franciszek Macharski                                            |
| Trzemeśnia                          | Sanktuarium Matki Bożej Pocieszenia - Kościół Matki Bożej Pocieszenia                                            | obraz Matki Bożej Pocieszenia                                               | koniec XVI w.        | –                    | –                                                                     |
| Wadowice                            | Sanktuarium Matki Bożej Nieustającej Pomocy - Bazylika Ofiarowania NMP                                           | obraz Matki Bożej Nieustającej Pomocy                                       | 1896                 | 16 czerwca 1999      | papież Jan Paweł II                                                   |
| Wadowice                            | Sanktuarium Matki Bożej Fatimskiej - Kościół św. Piotra Apostoła                                                 | figura Matki Bożej Fatimskiej                                               | XX w.                | 14 sierpnia 1991     | papież Jan Paweł II                                                   |
| Wieliczka                           | Sanktuarium Matki Bożej Łaskawej - Kościół Stygmatów św. Franciszka                                              | obraz Matki Bożej Łaskawej                                                  | 1 poł. XVII w.       | 4 czerwca 1995       | kard. Franciszek Macharski                                            |
| Wiśniowa                            | Sanktuarium Matki Bożej WiśniowskiejKościół św. Marcina                                                          | obraz Matki Bożej Wiśniowskiej                                              | XVII w.              | –                    | –                                                                     |
| Zakopane – Krzeptówki               | Sanktuarium Matki Bożej Fatimskiej                                                                               | figura Matki Bożej Fatimskiej                                               | XX w.                | 21 października 1987 | papież Jan Paweł II                                                   |
| Zakopane                            | Sanktuarium MB Nieustającej Pomocy - Kościół NMP Nieustającej Pomocy                                             | kopia obrazu Matki Bożej Nieustającej Pomocy                                | 1900                 | –                    | –                                                                     |
| Zakopane – Olcza                    | Sanktuarium Matki Bożej Niepokalanej Objawiającej Cudowny Medalik                                                | –                                                                           | 1988                 | –                    | –                                                                     |
| Diecezja legnicka                   | |                                                                             |                      |                      |                                                                       |
| Bolesławiec                         | Sanktuarium Wniebowziętej Matki Kościoła Bazylika Wniebowzięcia NMP i św. Mikołaja                               | rzeźba Wniebowzięcia NMP                                                    | 1725                 | –                    | –                                                                     |
| Dąbrowica                           | Sanktuarium MB Jasnogórskiej Pani Uzdrowienia Chorych Kościół Matki Bożej Jasnogórskiej                          | obraz Matki Bożej Częstochowskiej                                           | XX w.                | –                    | –                                                                     |
| Krzeszów                            | Sanktuarium Matki Bożej Łaskawej Bazylika Wniebowzięcia NMP                                                      | Ikona Matki Bożej Łaskawej                                                  | XIII w.              | 2 czerwca 1997       | papież Jan Paweł II                                                   |
| Wojcieszów                          | Sanktuarium Matki Bożej Wojcieszowskiej Kościół pw. Wniebowzięcia NMP                                            | figura Matki Bożej Wojcieszowskiej                                          | –                    | 18 marca 2007        | bp Stefan Cichy                                                       |
| Złotoryja                           | Sanktuarium Matki Bożej z Lourdes - Kościół Narodzenia NMP                                                       | figura Matki Bożej z Lourdes                                                |                      | –                    | –                                                                     |
| Archidiecezja lubelska              | |                                                                             |                      |                      |                                                                       |
| Chełm                               | Sanktuarium Matki Bożej na Górze Chełmskiej                                                                      | Chełmska Ikona Matki Bożej                                                  | 1938                 | 7 lipca 1946         | bp Stefan Wyszyński                                                   |
| Chełm                               | Sanktuarium Matki Bożej na Górze Chełmskiej                                                                      | Chełmska Ikona Matki Bożej                                                  | 1938                 | 8 września 1957      | bp Piotr Kałwa                                                        |
| Gołąb                               | Sanktuarium Matki Bożej Loretańskiej                                                                             | figura Matki Bożej Loretańskiej                                             | XVII w.              |                      |                                                                       |
| Kazimierz Dolny                     | Sanktuarium Zwiastowania NMP                                                                                     | obraz Zwiastowania NMP                                                      | XVII w.              | 31 sierpnia 1986     | kard. Franciszek Macharski                                            |
| Księżomierz                         | Sanktuarium Matki Bożej Księżomierskiej                                                                          | obraz Matki Bożej Księżomierskiej                                           | XVI w.               |                      |                                                                       |
| Lublin                              | Sanktuarium Matki Bożej Latyczowskiej                                                                            | obraz Matki Bożej Latyczowskiej                                             | XVI w.               | 4 października 1778  | bp Stanisław Rajmund Jezierski                                        |
| Lublin                              | Archikatedra św. Jana Chrzciciela i św. Jana Ewangelisty                                                         | obraz Matki Bożej Płaczącej                                                 | XX w.                | 26 czerwca 1988      | kard. Józef Glemp                                                     |
| Wąwolnica                           | Sanktuarium Matki Bożej Kębelskiej Kościół św. Wojciecha                                                         | figura Matki Bożej Kębelskiej                                               | XVI w.               | 10 września 1978     | bp Bolesław Pylak                                                     |
| Diecezja łomżyńska                  | |                                                                             |                      |                      |                                                                       |
| Dąbrówka k. Ostrołęki               | Sanktuarium NMP Dąbrowskiej- Królowej Ludu Kurpiowskiego Kościół pw. św. Anny                                    | obraz Matki Bożej Dąbrowskiej                                               | XXI w.               | –                    | –                                                                     |
| Hodyszewo                           | Sanktuarium Matki Bożej Hodyszewskiej Kościół Wniebowzięcia NMP                                                  | obraz Matki Bożej Hodyszewskiej                                             | XVIII w.             | 31 sierpnia 1980     | kard. Franciszek Macharski                                            |
| Łomża                               | Sanktuarium Matki Bożej Łomżyńskiej Katedra św. Michała Archanioła                                               | obraz Matki Bożej Łomżyńskiej                                               | XVI w.               | 6 czerwca 1991       | papież Jan Paweł II                                                   |
| Mały Płock                          | Sanktuarium Matki Pocieszenia – Pani Małopłockiej Kościół pw. Znalezienia Krzyża Świętego                        | obraz Matki Pocieszenia – Pani Małopłockiej                                 | 2020                 | –                    | bp Janusz Stepnowski                                                  |
| Płonka Kościelna                    | Sanktuarium Matki Bożej Płonkowskiej Kościół św. Michała Archanioła                                              | obraz Wniebowziętej MP Płonkowskiej - Królowej Młodzieży                    | XVII w.              | 30 czerwca 1985      | kard. Józef Glemp                                                     |
| Wąsewo                              | Kościół Narodzenia NMP                                                                                           | obraz Matki Bożej Wąsewskiej                                                | XVII w.              | 8 września 2000      | kard. Józef Glemp                                                     |
| Diecezja łowicka                    | |                                                                             |                      |                      |                                                                       |
| Domaniewice                         | Sanktuarium Matki Bożej Domaniewickiej Pocieszycielki Strapionych Kościół św. Bartłomieja                        | obraz Matki Bożej Pocieszycielki Strapionych i Matki Pięknej Miłości        | XVII w.              | 8 września 2000      | abp Józef Kowalczyk                                                   |
| Głogowiec                           | Sanktuarium Matki Bożej Głogowieckiej                                                                            | obraz Matki Bożej Głogowieckiej                                             | XVIII w.             | 14 września 1975     | kard. Stefan Wyszyński                                                |
| Miedniewice                         | Sanktuarium Matki Bożej Świętorodzinnej Kościół Nawiedzenia NMP (oo. Franciszkanie)                              | obraz MB                                                                    | XVII w.              | 7 czerwca 1767       | bp Ignacy Krasicki                                                    |
| Suserz                              | Sanktuarium Matki Bożej Uzdrowienia Chorych Kościół Wniebowzięcia NMP                                            | obraz Matki Bożej Suserskiej                                                | XVI w.               | 15 sierpnia 2014     | abp Stanisław Gądecki bp Andrzej F. Dziuba                            |
| Szymanów                            | Sanktuarium Matki Bożej Jazłowieckiej (ss. Niepokalanki)                                                         | posąg NMP Jazłowieckiej                                                     | XIX w.               | 9 lipca 1939         | kard. August Hlond                                                    |
| Archidiecezja łódzka                | |                                                                             |                      |                      |                                                                       |
| Będków                              | Sanktuarium Matki Bożej Będkowskiej Kościół Narodzenia NMP                                                       | obraz Matki Bożej Będkowskiej                                               | XV w.                | –                    | –                                                                     |
| Łask                                | Kolegiata Niepokalnego Poczęcia NMP                                                                              | płaskorzeźba Matki Bożej Łaskiej                                            | XV wiek              | 25 września 2005     | kard. Józef Glemp                                                     |
| Łódź                                | Sanktuarium Matki Bożej Zwycięskiej                                                                              | mozaika Matki Bożej Watykańskiej / Matki Bożej Zwycięskiej                  | 1957                 | –                    | –                                                                     |
| Łódź                                | Sanktuarium Wniebowzięcia NMP                                                                                    | obraz Matki Bożej Bałuckiej (Łódzkiej)                                      | XVII w.              | –                    | –                                                                     |
| Łódź                                | Sanktuarium Matki Bożej Pocieszenia                                                                              | obraz Matki Bożej Chojeńskiej                                               | 1580–1630            | –                    | –                                                                     |
| Piotrków Trybunalski                | Sanktuarium Matki Bożej Piotrkowskiej Kościół Podwyższenia Krzyża Św. (oo. Bernardyni)                           | obraz Matki Bożej Piotrkowskiej                                             | XVII w.              | 1 czerwca 2003       | abp Władysław Ziółek                                                  |
| Piotrków Trybunalski                | Sanktuarium Matki Bożej Trybunalskiej Kościół św. Franciszka Ksawerego (oo. Jezuici)                             | obraz Matki Bożej Trybunalskiej                                             | XVI w.               | 26 maja 2006         | papież Benedykt XVI                                                   |
| Stare Skoszewy                      | Kościół Wniebowzięcia NMP i św. Barbary                                                                          | obraz Matki Bożej Skoszewskiej (kopia)                                      | 1934                 | 15 sierpnia 1996     | abp Władysław Ziółek                                                  |
| Witów-Kolonia                       | Sanktuarium MB ZwiastowaniaKościół św. Małgorzaty i św. Augustyna                                                | obraz Matki Bożej Zwiastowania                                              |                      | –                    | –                                                                     |
| Diecezja opolska                    | |                                                                             |                      |                      |                                                                       |
| Głogówek                            | Domek loretański w Kościele św. Franciszka (oo. Franciszkanie)                                                   | figura Matki Bożej Loretańskiej                                             | 1630                 | 2 lipca 2011         | kard. Zenon Grocholewski                                              |
| Kędzierzyn-Koźle                    | Kościół św. Zygmunta i św. Jadwigi Śląskiej                                                                      | obraz Matki Bożej z Koźla                                                   | 1420–1430            | –                    | –                                                                     |
| Mochów                              | Sanktuarium Matki Bożej Jasnogórskiej (oo. Paulini)                                                              | kopia obrazu Matki Bożej Częstochowskiej                                    | 1388                 | 15 stycznia 2021     | bp Andrzej Czaja                                                      |
| Opole                               | Katedra Podwyższenia Krzyża Świętego                                                                             | obraz Matki Bożej Opolskiej                                                 | XV w.                | 21 czerwca 1983      | papież Jan Paweł II                                                   |
| Otmuchów-Wójcice                    | Sanktuarium Matki Bożej ŁopatyńskiejKościół św. Andrzeja Apostoła                                                | obraz Matki Bożej Łopatyńskiej                                              | XVIII w.             | 10 sierpnia 1986     | kard. Henryk Gulbinowicz                                              |
| Racibórz                            | Sanktuarium Matki Bożej Raciborskiej                                                                             | obraz Matki Bożej Raciborskiej                                              | XVI/XVII w.          | 27 sierpnia 1932     | kard. Adolf Bertram                                                   |
| Racibórz                            | Sanktuarium Matki Bożej Raciborskiej                                                                             | obraz Matki Bożej Raciborskiej                                              | XVI/XVII w.          | 16 sierpnia 1987     | abp Alfons Nossol                                                     |
| Diecezja pelplińska                 | |                                                                             |                      |                      |                                                                       |
| Byszewo                             | Sanktuarium NMP Królowej Krajny Kościół św. Trójcy                                                               | obraz Matki Bożej Byszewskiej                                               | XV w.                | 10 lipca 1966        | bp Kazimierz Kowalski                                                 |
| Kościerzyna                         | Sanktuarium Matki Bożej Królowej Rodzin Kościół Świętej Trójcy                                                   | obraz Matki Bożej Królowej Rodzin                                           | XVII w.              | 16 maja 1998         | abp Józef Kowalczyk bp Jan Bernard Szlaga                             |
| Kościerzyna                         | Sanktuarium Matki Bożej Bolesnej Kaplica Matki Bożej Anielskiej                                                  | kamienna Pietà Kościerska                                                   | XV w.                | 8 czerwca 2002       | kard. Józef Glemp                                                     |
| Lubiszewo Tczewskie                 | Sanktuarium Matki Bożej Pocieszenia Kościół św. Trójcy                                                           | figura Matki Bożej z Dzieciątkiem                                           | II połowa XIV wieku  | 31 sierpnia 1997     | abp Józef Kowalczyk                                                   |
| Piaseczno                           | Sanktuarium Matki Bożej Królowej Pomorza i Matki Jedności Kościół pw. Narodzenia NMP                             | figura Matki Bożej z Dzieciątkiem                                           | XIV w.               | 8 września 1968      | kard. Karol Wojtyła                                                   |
| Płochocin                           | Sanktuarium NMP Matki Kościoła Kościół św. Wawrzyńca i Matki Kościoła                                            | obraz Matki Boskiej Płochockiej                                             |                      | –                    | –                                                                     |
| Sianowo                             | Sanktuarium Matki Bożej Sianowskiej Kościół Narodzenia NMP                                                       | figura Matki Bożej Sianowskiej                                              | XV w.                | 4 września 1966      | bp Kazimierz Kowalski                                                 |
| Świecie                             | Sanktuarium MB Częstochowskiej Kościół Matki Bożej Częstochowskiej i św. Stanisława                              | kopia obrazu Matki Boskiej Częstochowskiej                                  |                      | –                    | –                                                                     |
| Topolno                             | Sanktuarium MB Uzdrowienia Chorych Kościół Nawiedzenia NMP                                                       | obraz MB                                                                    |                      | –                    | –                                                                     |
| Zamarte                             | Sanktuarium Matki Bożej Szkaplerznej                                                                             | obraz Matki Bożej Szkaplerznej                                              | 2011                 | –                    | –                                                                     |
| Diecezja płocka                     | |                                                                             |                      |                      |                                                                       |
| Czerwińsk nad Wisłą                 | Sanktuarium Matki Bożej Pocieszenia Kościół Zwiastowania NMP (oo. Salezjanie)                                    | obraz Matki Bożej Czerwińskiej                                              | XVII w.              | 6 września 1970      | kard. Stefan Wyszyński                                                |
| Obory                               | Sanktuarium Matki Bożej Bolesnej (oo. Karmelici)                                                                 | figura – Pietà Oborska                                                      | XIV/XV w.            | 18 lipca 1976        | kard. Stefan Wyszyński                                                |
| Osiek                               | Sanktuarium Wniebowzięcia NMPKościół Wniebowzięcia Najświętszej Maryi Panny                                      | obraz Matki Bożej Osieckiej                                                 | XVII w.              | 25 czerwca 1995      | kard. Józef Glemp                                                     |
| Popowo Kościelne                    | Sanktuarium Matki Bożej Popowskiej Matki Nadziei Kościół Narodzenia NMP                                          | obraz Matki Bożej Popowskiej (kopia obrazu MB Częstochowskiej )             |                      | 23 sierpnia 2015     | abp Wacław Depo, bp Piotr Libera                                      |
| Płock                               | Katedra Wniebowzięcia NMP                                                                                        | płaskorzeźba Matki Bożej Mazowieckiej                                       | XVII w.              | –                    | –                                                                     |
| Przasnysz                           | Kościół św. Jakuba Ap. i św. Anny (oo. Pasjoniści)                                                               | obraz Matki Bożej Niepokalanej                                              | XVII w.              | 18 września 1977     | bp Bogdan Sikorski                                                    |
| Sierpc                              | Sanktuarium Matki Bożej Sierpeckiej Kościół Wniebowzięcia NMP (ss. Benedyktynki)                                 | figura MB                                                                   | XIV w.               | 21 sierpnia 1983     | kard. Franciszek Macharski                                            |
| Skępe                               | Sanktuarium Matki Bożej Skępskiej Kościół Zwiastowania NMP (oo. Bernardyni)                                      | figura Matki Bożej Skępskiej                                                | XV w.                | 18 maja 1755         | bp Fabian Pląskowski                                                  |
| Żuromin                             | Sanktuarium Matki Bożej Żuromińskiej Kościół p.w. Świętej Trójcy                                                 | obraz Matki Bożej Żuromińskiej                                              | XVIII w.             | 10 września 2000     | kard. Józef Glemp, bp. Stanisław Wielgus                              |
| Archidiecezja poznańska             | |                                                                             |                      |                      |                                                                       |
| Borek Wielkopolski                  | Sanktuarium Matki Bożej Pocieszenia Kościół pw. Pocieszenia NMP                                                  | obraz Matki Bożej Boreckiej                                                 | XVI w.               | 2 lipca 1931         | kard. August Hlond                                                    |
| Buk                                 | Sanktuarium Matki Bożej Bukowskiej Literackiej                                                                   | obraz Matki Boskiej Bukowskiej Literackiej                                  | XX w.                | 10 września 2017     | abp Stanisław Gądecki                                                 |
| Gostyń – Święta Góra                | Sanktuarium Świętogórskie Bazylika Niepokalanego Poczęcia NMP (kk. Filipini)                                     | obraz Matki Bożej Świętogórskiej                                            | XV w.                | 24 czerwca 1928      | kard. August Hlond                                                    |
| Górka Duchowna                      | Sanktuarium Matki Bożej Pocieszenia Kościół Matki Bożej Pocieszenia i św. Michała Archanioła                     | obraz Matki Bożej Pocieszenia                                               | XIV/XV w.            | 28 sierpnia 1966     | abp Antoni Baraniak                                                   |
| Lubasz                              | Sanktuarium Królowej Rodzin w Lubaszu                                                                            | obraz MB Królowej Rodzin                                                    | XVI w.               | 3 września 2000      | abp Juliusz Paetz                                                     |
| Obra                                | Kościół św. Jakuba Większego Apostoła                                                                            | obraz Matki Bożej Pocieszenia                                               |                      | –                    | –                                                                     |
| Osieczna                            | Sanktuarium Matki Bożej Bolesnej Kościół Św. Walentego (oo. Franciszkanie)                                       | obraz Matki Bożej Bolesnej                                                  | XVII w.              | 5 sierpnia 1979      | abp Jerzy Stroba                                                      |
| Otorowo                             | Kościół Wszystkich Świętych                                                                                      | obraz Matki Bożej Otorowskiej                                               |                      | –                    | –                                                                     |
| Poznań                              | Fara poznańska                                                                                                   | obraz Matki Bożej Nieustającej Pomocy                                       | XVII w.              | 11 października 1961 | abp Antoni Baraniak                                                   |
| Poznań                              | Sanktuarium Matki Bożej w Cudy Wielmożnej Kościół św. Antoniego (oo. Franciszkanie)                              | obraz Matki Bożej w Cudy Wielmożnej – Pani Poznania                         | XVII w.              | 29 czerwca 1968      | kard. Stefan Wyszyński                                                |
| Poznań                              | Sanktuarium Matki Bożej Różańcowej Kościół NSPJ i Matki Bożej Pocieszenia (oo. Jezuici)                          | obraz Matki Bożej Różańcowej                                                | XV w.                | 12 października 1968 | abp Antoni Baraniak                                                   |
| Smolice                             | Sanktuarium MB Uzdrowienia Chorych Kościół NSJ                                                                   | obraz Matki Bożej Uzdrowienia Chorych                                       |                      | –                    | –                                                                     |
| Sobota                              | Kościół Narodzenia NMP                                                                                           | obraz Matki Bożej Sobockiej                                                 |                      | –                    | –                                                                     |
| Stęszew                             | Sanktuarium Matki Bożej Stęszewskiej                                                                             | figura Matki Bożej Stęszewskiej                                             |                      | –                    | –                                                                     |
| Szamotuły                           | Kolegiata Matki Bożej Pocieszenia i św. Stanisława                                                               | obraz Matki Bożej Pocieszenia                                               | XVII w.              | 20 września 1970     | kard. Stefan Wyszyński                                                |
| Tulce                               | Kościół Narodzenia NMP                                                                                           | figura Matki Bożej Tuleckiej                                                | XV/XVI w.            | 2 września 1979      | abp Jerzy Stroba                                                      |
| Wieleń Zaobrzański                  | Sanktuarium Matki Bożej Wieleńskiej Ucieczki Grzeszników Kościół Nawiedzenia NMP                                 | figura Matki Bożej Ucieczki Grzeszników                                     | XV w.                | 3 lipca 2005         | kard. Joachim Meisner                                                 |
| Zakrzewo                            | Sanktuarium Matki Bożej Pocieszenia Kościół św. Klemensa                                                         | obraz Matki Bożej Pocieszenia                                               |                      | –                    | –                                                                     |
| Zbąszyń                             | Sanktuarium Matki Bożej Różańcowej Kościół NMP Wniebowziętej                                                     | obraz Matki Bożej Różańcowej                                                |                      | –                    | –                                                                     |
| Archidiecezja przemyska             | |                                                                             |                      |                      |                                                                       |
| Borek Stary                         | Sanktuarium Matki Bożej Boreckiej Kościół Wniebowzięcia NMP (oo. Dominikanie)                                    | obraz Matki Bożej Borkowskiej z Dzieciątkiem                                |                      | 15 sierpnia 1919     | bp Józef Sebastian Pelczar                                            |
| Chłopice                            | Sanktuarium Matki Bożej Chłopickiej Kościół Wniebowzięcia NMP                                                    | obraz Matki Bożej Chłopickiej (kopia)                                       | 1995                 | –                    | –                                                                     |
| Domaradz                            | Sanktuarium Matki Bożej Nieustającej Pomocy                                                                      | obraz Matki Bożej Nieustającej Pomocy                                       | 1906                 | 11 maja 1958         | bp Franciszek Barda                                                   |
| Haczów                              | Sanktuarium Matki Bożej Bolesnej Kościół Wniebowzięcia NMP                                                       | rzeźba Matki Bożej Bolesnej                                                 | XVI w.               | 10 czerwca 1997      | papież Jan Paweł II                                                   |
| Hyżne                               | Sanktuarium Matki Bożej Łaskawej Kościół Narodzenia NMP                                                          | obraz Matki Bożej Hyżneńskiej                                               | XVI w.               | 8 września 1932      | bp Anatol Nowak                                                       |
| Jarosław                            | Sanktuarium Matki Bożej Bolesnej (oo. Dominikanie)                                                               | figura Matki Bożej Bolesnej ze Zbawcą                                       | XIV w.               | 8 września 1755      | bp Wacław Sierakowski                                                 |
| Jaśliska                            | Sanktuarium Matki Bożej Królowej Nieba i Ziemi kościół św. Katarzyny Aleksandryjskiej                            | obraz Matki Bożej Królowej Nieba i Ziemi                                    | XV w.                | 10 czerwca 1997      | papież Jan Paweł II                                                   |
| Jodłówka                            | Sanktuarium Matki Bożej Pocieszenia                                                                              | obraz Matki Bożej Pocieszenia                                               | XVII w.              | 31 sierpnia 1975     | kard. Karol Wojtyła                                                   |
| Kalwaria Pacławska                  | Bazylika Znalezienia Krzyża Św. (oo. Franciszkanie)                                                              | obraz Matki Bożej Kalwaryjskiej                                             | XVII w.              | 15 września 1882     | bp Łukasz Solecki                                                     |
| Krosno                              | Kościół Nawiedzenia NMP (oo. Franciszkanie)                                                                      | obraz Matki Boskiej Murkowej – Obrończyni Wiary                             | XVII w.              | 13 czerwca 2010      | abp Józef Michalik                                                    |
| Krzemienica                         | Kościół Matki Bożej Pocieszenia                                                                                  | figura Matki Bożej Pocieszenia                                              | 1733                 | –                    | –                                                                     |
| Leżajsk                             | Sanktuarium Matki Bożej Leżajskiej Bazylika Zwiastowania NMP (oo. Bernardyni)                                    | obraz Matki Bożej Pocieszenia                                               | przed 1590           | 8 września 1752      | papież Benedykt XIV                                                   |
| Łańcut                              | Sanktuarium Matki Bożej Szkaplerznej kościół św. Stanisława                                                      | obraz Matki Bożej Szkaplerznej                                              | XVII w.              | 20 września 1992     | abp Ignacy Tokarczuk                                                  |
| Polańczyk                           | Sanktuarium Matki Bożej Pięknej Miłości Kościół Matki Bożej Królowej Polski                                      | obraz Matki Bożej Pięknej Miłości                                           | XVII w.              | 11 września 1999     | papież Jan Paweł II                                                   |
| Przemyśl                            | Sanktuarium Matki Bożej Jackowej Katedra Wniebowzięcia NMP i św. Jana Chrzciciela                                | figura Matki Bożej „Jackowej”                                               | XIII w.              | 15 sierpnia 1766     | bp Ignacy Krzyżanowski                                                |
| Przemyśl                            | Kościół św. Marii Magdaleny (oo. Franciszkanie)                                                                  | obraz Niepokalanego Poczęcia NMP                                            | XVII w.              | 8 września 1777      | bp Dominik Piotr Karwosiecki                                          |
| Przeworsk                           | Kościół pw. Świętej Barbary (oo. Bernardyni)                                                                     | obraz Matki Bożej Pocieszenia                                               | przed 1613           | 8 września 2019      | abp Adam Szal i bp Damian Muskus OFM                                  |
| Sanok                               | Sanktuarium Matki Bożej Pocieszenia Kościół Podwyższenia Krzyża Św. (oo. Franciszkanie)                          | obraz Matki Bożej Pocieszenia                                               | XVII w.              | 19 marca 2005        | abp Józef Michalik                                                    |
| Stara Wieś                          | Bazylika Wniebowzięcia NMP (oo. Jezuici)                                                                         | obraz Matki Bożej Starowiejskiej (kopia)                                    | ok. 1970             | 10 września 1972     | kard. Stefan Wyszyński                                                |
| Tuligłowy                           | Sanktuarium Matki Bożej Dobrej Nadziei Kościół św. Mikołaja (oo. Michalici)                                      | obraz Matki Bożej Tuligłowskiej                                             | XIV w.               | 8 września 1909      | bp Józef Sebastian Pelczar                                            |
| Ustrzyki Dolne – Jasień)            | Sanktuarium Matki Bożej Bieszczadzkiej Kościół Wniebowzięcia NMP (oo. Michalici)                                 | obraz Matki Bożej Bieszczadzkiej (kopia)                                    | XV/XVI w. (1994)     | 2 lipca 1921         | bp Józef Sebastian Pelczar                                            |
| Ustrzyki Dolne – Jasień)            | Sanktuarium Matki Bożej Bieszczadzkiej Kościół Wniebowzięcia NMP (oo. Michalici)                                 | obraz Matki Bożej Bieszczadzkiej (kopia)                                    | XV/XVI w. (1994)     | 1 lipca 2006         | abp Józef Michalik                                                    |
| Wielkie Oczy                        | Kościół Niepokalanego Poczęcia NMP                                                                               | obraz Matki Bożej Pocieszycielki Strapionych                                | 1613                 | 10 czerwca 1997      | papież Jan Paweł II                                                   |
| Zagórz                              | Sanktuarium Matki Nowego Życia Kościół Wniebowzięcia NMP                                                         | obraz Matki Bożej Zagórskiej Pani Bieszczadzkiej                            | XVI w.               | 1 lipca 2007         | abp Józef Michalik                                                    |
| Diecezja radomska                   | |                                                                             |                      |                      |                                                                       |
| Czarna                              | Sanktuarium Matki Bożej Wychowawczyni (oo. Pallotyni)                                                            | obraz Matki Bożej Wychowawczyni                                             | XVI/XVII w.          | 5 września 1999      | kard. Józef Glemp                                                     |
| Kałków-Godów                        | Sanktuarium Matki Bożej Bolesnej Królowej Polski Kościół św. Maksymiliana Marii Kolbe                            | obraz Matki Bożej Licheńskiej (kopia)                                       |                      | 15 września 2007     | kard. Józef Glemp                                                     |
| Skarżysko-Kamienna                  | Sanktuarium Matki Bożej Ostrobramskiej                                                                           | obraz Matki Bożej Ostrobramskiej (kopia)                                    | XX w.                | 2 lipca 2005         | kard. Henryk Gulbinowicz                                              |
| Skrzyńsko                           | Sanktuarium MB Staroskrzyńskiej Kościół św. Wojciecha                                                            | obraz Matki Boskiej Staroskrzyńskiej                                        |                      | 6 września 1998      | kard. Józef Glemp                                                     |
| Stara Błotnica                      | Sanktuarium Matki Bożej Pocieszenia Kościół Narodzenia NMP (oo. Paulini)                                         | obraz Matki Bożej Pocieszenia                                               | XVI w.               | 21 sierpnia 1977     | kard. Karol Wojtyła                                                   |
| Studzianna                          | Sanktuarium św. Rodziny Bazylika św. Filipa Neri (kk. Filipini)                                                  | obraz Matki Bożej Świętorodzinnej                                           | XVII w.              | 18 sierpnia 1968     | kard. Stefan Wyszyński                                                |
| Wysokie Koło                        | Kościół Matki Bożej Królowej Różańca Świętego                                                                    | obraz Matki Bożej Różańcowej                                                | XVII w.              | 18 sierpnia 1974     | kard. Stefan Wyszyński                                                |
| Diecezja rzeszowska                 | |                                                                             |                      |                      |                                                                       |
| Binarowa                            | Sanktuarium Matki Bożej Wspomożenia Wiernych                                                                     | obraz Matki Bożej Binarowskiej                                              | II poł. XX w.        | –                    | –                                                                     |
| Chmielnik                           | Sanktuarium Matki Bożej Łaskawej Kościół Matki Bożej Łaskawej i św. Bartłomieja Apostoła                         | obraz Matki Bożej Łaskawej                                                  | XVI w.               | 4 maja 1997          | bp Kazimierz Górny                                                    |
| Czudec                              | Sanktuarium Matki Bożej Łaskawej Kościół Świętej Trójcy                                                          | obraz Matki Bożej Łaskawej                                                  | XV/XVI w.            | 8 września 2002      | bp Kazimierz Górny                                                    |
| Dębowiec                            | Sanktuarium Matki Bożej Saletyńskiej Bazylika Matki Bożej Płaczącej z La Salette (oo. Saletyni)                  | figura Matki Bożej Płaczącej                                                | 1959                 | 15 września 1996     | abp Józef Kowalczyk                                                   |
| Głogów Małopolski                   | Sanktuarium Matki Bożej Głogowskiej Kościół Świętej Trójcy                                                       | obraz Matki Bożej Głogowskiej                                               | XVII w.              | 30 maja 2015         | bp Jan Wątroba                                                        |
| Lipinki                             | Sanktuarium Matki Bożej Wniebowziętej                                                                            | figura Matki Bożej z Dzieciątkiem                                           | 1972                 | 17 sierpnia 1980     | bp Jerzy Ablewicz                                                     |
| Niechobrz                           | Sanktuarium Matki Bożej Nieustającej Pomocy                                                                      | obraz Matki Bożej Nieustającej Pomocy                                       | 1948                 | 13 września 1987     | bp Ignacy Tokarczuk                                                   |
| Ostrowy Tuszowskie                  | Sanktuarium Madonny z Puszczy Kościół Wniebowzięcia Najświętszej Maryi Panny                                     | obraz Matki Bożej "Madonna z Puszczy"                                       | 1630                 | 19 maja 2012         | bp Kazimierz Górny                                                    |
| Ropczyce                            | Sanktuarium Matki Bożej Królowej Rodzin Kościół Imienia Najświętszej Maryi Panny                                 | figura Matki Bożej Ropczyckiej                                              | XV w.                | 16 września 2001     | bp Kazimierz Górny                                                    |
| Rzeszów                             | Sanktuarium Matki Bożej Rzeszowskiej Bazylika Wniebowzięcia NMP (oo. Bernardyni)                                 | figura Matki Bożej Pani Rzeszowskiej                                        | XV/XVI w.            | 8 września 1763      | abp Franciszek Ksawery Wierzchleyski                                  |
| Rzeszów                             | Sanktuarium Wniebowzięcia NMP                                                                                    | ikona Matki Bożej Zaleskiej                                                 | XVII w.              | –                    | –                                                                     |
| Rzeszów                             | Sanktuarium Matki Bożej Fatimskiej Katedra Najświętszego Serca Pana Jezusa                                       | figura Matki Bożej Fatimskiej                                               | II poł. XX w.        | 13 czerwca 1993      | bp Kazimierz Górny                                                    |
| Rzeszów                             | Sanktuarium Matki Bożej Saletyńskiej (oo. Saletyni)                                                              | figura Matki Bożej Saletyńskiej                                             | 1939                 | 27 sierpnia 2000     | bp Kazimierz Górny                                                    |
| Skalnik                             | Sanktuarium Matki Bożej Bolesnej Królowej Gór                                                                    | obraz Matki Bożej Skalnickiej – Pani Gór i Opiekunki Rodzin                 | XV w.                | 9 września 2007      | abp Edward Nowak                                                      |
| Sokołów Małopolski                  | Sanktuarium MB Królowej Świata - Kościół św. Jana Chrzciciela                                                    | obraz Matki Bożej Królowej Świata - Opiekunki Ludzkich Dróg                 | XVII/XVIII w.        | 8 czerwca 2013       | bp Kazimierz Górny                                                    |
| Strzyżów                            | Kolegiata Niepokalanego Poczęcia NMP i Bożego Ciała                                                              | obraz Matki Bożej Strzyżowskiej                                             | XVII w.              | –                    | –                                                                     |
| Tarnowiec                           | Sanktuarium Matki Bożej Zawierzenia Kościół Narodzenia NMP                                                       | figura Matki Bożej Zawierzenia                                              | XIV/XV w.            | 8 września 1925      | bp Karol Fischer                                                      |
| Diecezja sandomierska               | |                                                                             |                      |                      |                                                                       |
| Bogoria                             | Sanktuarium Matki Bożej Pocieszenia Kościół św. Trójcy                                                           | obraz Matki Bożej Pocieszenia                                               | 1626                 | 29 sierpnia 2010     | bp Krzysztof Nitkiewicz                                               |
| Janów Lubelski                      | Sanktuarium Matki Bożej Różańcowej Łaskawej Kościół św. Jana Chrzciciela                                         | obraz Matki Bożej Różańcowej                                                | XVII w.              | 8 września 1985      | kard. Franciszek Macharski                                            |
| Ostrowiec Świętokrzyski             | Sanktuarium Najświętszej Maryi Panny Saletyńskiej                                                                | figura Matki Bożej Saletyńskiej                                             | XX w.                | –                    | –                                                                     |
| Ożarów                              | Sanktuarium Matki Bożej Różańcowej Królowej Rodzin Kościół św. Stanisława                                        | obraz Matki Bożej Różańcowej                                                | ok. 1460             | 2 września 2007      | bp Andrzej Dzięga                                                     |
| Radomyśl nad Sanem                  | Sanktuarium Matki Bożej Bolesnej i Pocieszenia w Radomyślu nad Sanem                                             | obraz Matki Bożej Bolesnej                                                  |                      | 15 września 1991     | abp Ignacy Tokarczuk                                                  |
| Raków                               | Sanktuarium Matki Bożej Cudownej Przemiany Kościół św. Trójcy                                                    | obraz Matki Bożej Cudownej Przemiany                                        | XVII w.              |                      |                                                                       |
| Sandomierz                          | Sanktuarium Matki Bożej Różańcowej Kościół św. Jakuba                                                            | obraz Matki Bożej Różańcowej                                                |                      |                      |                                                                       |
| Sulisławice                         | Sanktuarium Matki Bożej Bolesnej Kościół Narodzenia NMP                                                          | obraz Matki Bożej Bolesnej                                                  | XV w.                | 8 września 1913      | bp Marian Józef Ryx                                                   |
| Sulisławice                         | Sanktuarium Matki Bożej Bolesnej Kościół Narodzenia NMP                                                          | obraz Matki Bożej Bolesnej                                                  | XV w.                | 7 lipca 1991         | abp Józef Kowalczyk                                                   |
| Tarnobrzeg – Dzików                 | Sanktuarium Matki Bożej Dzikowskiej Kościół Wniebowzięcia MB (oo. Dominikanie)                                   | obraz Matki Bożej Dzikowskiej                                               | XVII w.              | 8 września 1904      | bp Józef Sebastian Pelczar                                            |
| Tarnobrzeg – Dzików                 | Sanktuarium Matki Bożej Dzikowskiej Kościół Wniebowzięcia MB (oo. Dominikanie)                                   | obraz Matki Bożej Dzikowskiej                                               | XVII w.              | 7 września 1966      | kard. Stefan Wyszyński                                                |
| Diecezja siedlecka                  | |                                                                             |                      |                      |                                                                       |
| Goźlin-Mariańskie Porzecze          | Sanktuarium Matki Bożej Goźlińskiej Parafia Matki Bożej Bolesnej (oo. Marianie)                                  | obraz, przy którym według tradycji urodził się św. Stanisław Papczyński     | XVII w.              | –                    | –                                                                     |
| Górki                               | Sanktuarium Matki Bożej Fatimskiej Kościół Matki Bożej Szkaplerznej (oo. Michalici)                              | figura Matki Bożej Fatimskiej                                               | –                    | –                    | –                                                                     |
| Kodeń                               | Sanktuarium Matki Bożej Kodeńskiej Bazylika św. Anny (oo. Oblaci)                                                | obraz Matki Bożej Kodeńskiej                                                | XVI w.               | 15 sierpnia 1723     | bp Stefan Rupniewski                                                  |
| Kolembrody                          | Sanktuarium Nawiedzenia NMP Kościół Nawiedzenia NMP                                                              | obraz Matki Bożej Kolembrodzkiej                                            | XVII w.              | 1790 (ur. lokalna)   | nieznany                                                              |
| Leśna Podlaska                      | Sanktuarium Matki Bożej Leśniańskiej Bazylika św. Piotra i Pawła (oo. Paulini)                                   | obraz Matki Bożej Leśniańskiej                                              | XVII w.              | 18 sierpnia 1963     | kard. Stefan Wyszyński                                                |
| Mokobody                            | Sanktuarium Matki Bożej Budzieszyńskiej                                                                          | obraz Matki Bożej Budzieszyńskiej                                           | XVII w.              | –                    | –                                                                     |
| Orchówek                            | Sanktuarium Matki Bożej Pocieszenia Kościół św. Jana Jałmużnika                                                  | Obraz Matki Bożej Pocieszenia                                               | XVI/XVII w.          | 2 września 1990      | abp Józef Kowalczyk                                                   |
| Parczew                             | Bazylika Mniejsza pw. św. Jana Chrzciciela                                                                       | obraz Matki Bożej z dzieciątkiem „z gruszką”,                               | XVI w.               | 6 maja 2000          | kard. Józef Glemp                                                     |
| Radzyń Podlaski                     | Sanktuarium Matki Bożej Nieustającej Pomocy                                                                      | obraz Matki Bożej Nieustającej Pomocy                                       | XX w.                | –                    | –                                                                     |
| Wola Gułowska                       | Kościół Nawiedzenia NMP (oo. Karmelici)                                                                          | obraz Matki Bożej Patronki Żołnierzy Września                               | XV w.                | 5 września 1982      | kard. Józef Glemp                                                     |
| Diecezja sosnowiecka                | |                                                                             |                      |                      |                                                                       |
| Dąbrowa Górnicza                    | Sanktuarium NMP Anielskiej – Patronki Dąbrowy Górniczej i Matki Zagłębia Bazylika NMP Anielskiej                 | figura Matki Bożej Anielskiej – Patronki Dąbrowy Górniczej i Matki Zagłębia | II połowa XIX wieku  | 19 maja 1968         | kard. Stefan Wyszyński kard. Karol Wojtyła                            |
| Jaroszowiec                         | Sanktuarium Matki Bożej Wspomożycielki Wiernych                                                                  | obraz Matki Bożej Wspomożycielki Wiernych                                   | XX w.                | –                    | –                                                                     |
| Jaworzno                            | Sanktuarium Matki Bożej Nieustającej Pomocy                                                                      | obraz Matki Bożej Nieustającej Pomocy                                       |                      | 14 czerwca 1999      | papież Jan Paweł II                                                   |
| Podzamcze k. Ogrodzieńca            | Sanktuarium Matki Bożej Skałkowej kaplica w Podzamczu                                                            | obraz Matki Bożej Skałkowej                                                 | 1862                 | 20 maja 2002         | bp Adam Śmigielski                                                    |
| Sosnowiec – Zagórze                 | Sanktuarium Matki Bożej Fatimskiej                                                                               | figura Matki Bożej Fatimskiej                                               | 1997                 | 13 maja 1998         | bp Adam Śmigielski                                                    |
| Wojkowice Kościelne                 | Sanktuarium Matki Bożej Dobrej Drogi                                                                             | obraz Matki Bożej Dobrej Drogi.                                             | XV w.                | –                    | –                                                                     |
| Archidiecezja szczecińsko-kamieńska | |                                                                             |                      |                      |                                                                       |
| Brzesko                             | Sanktuarium Matki Bożej Brzeskiej Kościół Narodzenia NMP                                                         | figura Madonny z Dzieciątkiem                                               | pocz. XV w.          | –                    | –                                                                     |
| Choszczno                           | Sanktuarium Matki Bożej Nieustającej Pomocy                                                                      | obraz Matki Bożej Nieustającej Pomocy                                       | 8 grudnia 1993       | –                    | –                                                                     |
| Resko                               | Sanktuarium Matki Bożej Reskiej                                                                                  | obraz Matki Bożej Reskiej                                                   | z końca XVIII w.     | –                    | –                                                                     |
| Siekierki                           | Sanktuarium Nadodrzańskiej Królowej Pokoju Kościół Matki Bożej Królowej Pokoju                                   | obraz Matki Bożej Nadodrzańskiej Królowej Pokoju                            | II poł. XX w.        | –                    | –                                                                     |
| Szczecin                            | Sanktuarium Matki Bożej Fatimskiej Parafia Niepokalanego Serca NMP                                               | figura Matki Bożej Fatimskiej                                               | XX w.                | 11 czerwca 1987      | papież Jan Paweł II                                                   |
| Trzebiatów                          | Kościół Macierzyństwa NMP                                                                                        | obraz Matki Bożej Łaskawej                                                  | 1867                 | 20 maja 2006         | abp Józef Kowalczyk                                                   |
| Diecezja świdnicka                  | |                                                                             |                      |                      |                                                                       |
| Bardo                               | Sanktuarium Matki Bożej Bardzkiej Bazylika Nawiedzenia NMP (oo. Redemptoryści)                                   | figura Matki Bożej Bardzkiej – Strażniczki Wiary Świętej                    | XII w.               | 3 lipca 1966         | abp Bolesław Kominek                                                  |
| Bobolice (parafia Zwrócona)         | Sanktuarium Matki Bożej Bolesnej - Kościół Matki Boskiej Bolesnej                                                | figura Matki Bożej Bolesnej                                                 |                      | –                    | –                                                                     |
| Lądek-Zdrój                         | Sanktuarium MB Uzdrowienia ChorychKaplica zdrojowa NMP                                                           | figura Matki Bożej                                                          |                      | –                    | –                                                                     |
| Międzygórze - Góra Igliczna         | Kościół Matki Bożej „Śnieżnej”                                                                                   | figura MB                                                                   | 1750                 | 21 czerwca 1983      | papież Jan Paweł II                                                   |
| Nowa Ruda – Słupiec                 | Sanktuarium Matki Bożej Bolesnej                                                                                 | figura MB                                                                   | XIX w.               | –                    | –                                                                     |
| Polanica-Zdrój                      | Sanktuarium NMP Nieustającej Pomocy - Kościół Wniebowzięcia NMP                                                  | obraz Matki Bożej Nieustającej Pomocy                                       |                      | –                    | –                                                                     |
| Polanica-Zdrój (Sokołówka)          | Sanktuarium Matki Bożej Fatimskiej - Kościół Chrystusa Króla                                                     | figura MB Fatimskiej                                                        |                      | –                    | –                                                                     |
| Stary Wielisław                     | Sanktuarium Matki Bożej Bolesnej - Kościół św. Katarzyny Aleksandryjskiej                                        | figura MB                                                                   |                      | –                    | –                                                                     |
| Strzegom                            | Sanktuarium Matki Bożej Strzegomskiej - Bazylika Świętych Apostołów Piotra i Pawła                               | figura Matki Bożej Strzegomskiej                                            | XIV w.               | –                    | –                                                                     |
| Świdnica                            | Sanktuarium MB Świdnickiej Uzdrowienia Chorych Katedra św. Stanisława i św. Wacława                              | obraz Matki Boskiej Świdnickiej Uzdrowienia Chorych                         | XV w.                | 13 maja 2017         | kard. Zenon Grocholewski                                              |
| Wałbrzych                           | Sanktuarium Matki Bożej Bolesnej                                                                                 | statua Matki Bożej Bolesnej                                                 | XV w.                | –                    | –                                                                     |
| Wambierzyce                         | Sanktuarium Królowej Rodzin (oo. Franciszkanie)                                                                  | statua Matki Bożej Wambierzyckiej                                           | XIV w.               | 17 sierpnia 1980     | kard. Stefan Wyszyński                                                |
| Diecezja tarnowska                  | |                                                                             |                      |                      |                                                                       |
| Bochnia                             | Sanktuarium Matki Bożej Różańcowej Bazylika św. Mikołaja                                                         | obraz Matki Bożej Różańcowej                                                | XV/XVI w.            | 7 października 1931  | bp Franciszek Lisowski                                                |
| Borki                               | Sanktuarium Matki Bożej Fatimskiej Różańcowej                                                                    | Figura MB Fatimskiej                                                        | 13 maja 1981 roku    | 13 maja 1993 roku    | bp Józef Życiński                                                     |
| Bruśnik                             | Sanktuarium Matki Bożej Bruśnickiej Kościół NMP Wniebowziętej                                                    | obraz Matki Bożej Bruśnickiej                                               |                      | –                    | –                                                                     |
| Chorzelów                           | Sanktuarium Matki Bożej Królowej Rodzin Kościół Wszystkich Świętych                                              | obraz Matki Bożej Królowej Rodzin - Matka Boża Chorzelowska                 |                      | –                    | –                                                                     |
| Czarny Potok                        | Sanktuarium Matki Bożej Bolesnej - Kościół św. Marcina                                                           | obraz Matki Bożej Bolesnej z Czarnego Potoku                                | XVII w.              | 12 września 1999     | bp Wiktor Skworc                                                      |
| Czermna                             | Sanktuarium Matki Bożej Pocieszenia - Kościół św. Marcina                                                        | Matka Boża Pocieszenia z Czermnej                                           | pocz. XVI w.         | 28 sierpnia 2011     | bp Wiktor Skworc                                                      |
| Dobra                               | Sanktuarium Matki Bożej Szkaplerznej                                                                             | obraz Matki Bożej Szkaplerznej                                              | XVII/XVIII w.        | –                    | –                                                                     |
| Grybów                              | Sanktuarium Matki Bożej Przedziwnej Bazylika św. Katarzyny Aleksandryjskiej                                      | obraz Matki Bożej Przedziwnej                                               |                      | –                    | –                                                                     |
| Jazowsko                            | Kościół Narodzenia NMP                                                                                           | obraz Matki Bożej Szkaplerznej                                              | XV w.                | –                    | –                                                                     |
| Limanowa                            | Sanktuarium Matki Bożej Bolesnej Bazylika Matki Bożej Bolesnej                                                   | Pietà Limanowska                                                            | XIV w.               | 11 września 1966     | kard. Karol Wojtyła                                                   |
| Limanowa                            | Sanktuarium Matki Bożej Bolesnej Bazylika Matki Bożej Bolesnej                                                   | Pietà Limanowska                                                            | XIV w.               | 22 czerwca 1981      | papież Jan Paweł II                                                   |
| Moszczenica k. Gorlic               | Kościół Matki Bożej Szkaplerznej                                                                                 | obraz Matki Bożej Szkaplerznej                                              | XVII w.              | –                    | –                                                                     |
| Nowy Sącz                           | Sanktuarium Matki Bożej Pocieszenia - Kościół Ducha Świętego (oo. Jezuici)                                       | Obraz Matki Bożej Pocieszenia                                               | XVI w.               | 11 sierpnia 1963     | kard. Stefan Wyszyński                                                |
| Odporyszów                          | Sanktuarium Matki Bożej Zwycięskiej Kościół Oczyszczenia NMP (oo. Misjonarze)                                    | obraz MB                                                                    | XVII w.              | 15 sierpnia 1937     | bp Franciszek Lisowski                                                |
| Okulice                             | Sanktuarium Matki Bożej Okulickiej Kościół Narodzenia NMP                                                        | obraz Matki Bożej Okulickiej                                                | XIX w.               | 9 września 1962      | kard. Stefan Wyszyński                                                |
| Pasierbiec                          | Sanktuarium Matki Bożej Pocieszenia                                                                              | obraz Matki Bożej Pocieszenia                                               | XIX w.               | 28 sierpnia 1993     | bp Józef Życiński                                                     |
| Pilzno                              | Sanktuarium Matki Bożej Pocieszenia -Klasztor karmelitów                                                         | obraz Matki Bożej Pocieszenia                                               | XVII w.              | –                    | –                                                                     |
| Porąbka Uszewska                    | Sanktuarium NMP z Lourdes Grota NMP z Lourdes                                                                    | figura NMP z Lourdes                                                        | XX w.                | 8 grudnia 2003       | bp Wiktor Skworc                                                      |
| Przeczyca                           | Sanktuarium Matki Bożej Przeczyckiej Kościół NMP Wniebowziętej                                                   | figura Matki Bożej Przeczyckiej                                             | XV w.                | 15 sierpnia 1925     | bp Karol Józef Fischer                                                |
| Przeczyca                           | Sanktuarium Matki Bożej Przeczyckiej Kościół NMP Wniebowziętej                                                   | figura Matki Bożej Przeczyckiej                                             | XV w.                | 15 sierpnia 1975     | kard. Karol Wojtyła                                                   |
| Przydonica                          | Sanktuarium Matki Bożej Przydonickiej Kościół Matki Boskiej Różańcowej                                           | obraz Matki Bożej Przydonickiej                                             | XVII w.              | –                    | –                                                                     |
| Szczyrzyc                           | Kościół Wniebowzięcia NMP Opactwo – (oo. Cystersi)                                                               | obraz Matki Bożej Szczyrzyckiej                                             | XVI w.               | 19 sierpnia 1984     | kard. Józef Glemp                                                     |
| Tarnów                              | Sanktuarium Matki Bożej Fatimskiej Kościół Świętego Józefa i Matki Bożej Fatimskiej                              | figura Matki Bożej Fatimskiej                                               | 2002                 | 04 czerwca 2017      | kard. Stanisław Dziwisz                                               |
| Tarnów                              | Sanktuarium Matki Bożej Bolesnej - Bazylika katedralna Narodzenia NMP                                            | Pietà z Tarnowa                                                             | XVII w.              | –                    | –                                                                     |
| Tarnów                              | Sanktuarium Matki Bożej Szkaplerznej - Kościół NMP Wniebowziętej                                                 | obraz Matki Bożej Szkaplerznej                                              |                      | –                    | –                                                                     |
| Tuchów                              | Sanktuarium Matki Bożej Tuchowskiej Bazylika Nawiedzenia NMP (oo. Redemptoryści)                                 | obraz Matki Bożej Tuchowskiej                                               | XVI w.               | 2 października 1904  | bp Leon Wałęga                                                        |
| Tylicz                              | Sanktuarium Matki Bożej Tylickiej                                                                                | obraz Matki Bożej Tylickiej                                                 |                      | –                    | –                                                                     |
| Zawada                              | Kościół Narodzenia NMP                                                                                           | obraz Matki Bożej Zawadzkiej                                                | XIV w.               | 8 września 1920      | bp Leon Wałęga                                                        |
| Diecezja toruńska                   | |                                                                             |                      |                      |                                                                       |
| Boleszyn                            | Sanktuarium Matki Bożej Bolesnej - Kościół św. Marcina                                                           | obraz Matki Bożej Bolesnej                                                  |                      | –                    | –                                                                     |
| Brzozie                             | Sanktuarium Matki Bożej Łaskawej - Kościół Wszystkich Świętych                                                   | obraz Matki Bożej Łaskawej                                                  | XVI w.               | 13 września 2009     | bp Andrzej Suski                                                      |
| Chełmno                             | Sanktuarium Matki Bożej Bolesnej Kościół farny Wniebowzięcia NMP                                                 | obraz Matki Bożej Bolesnej                                                  | XIII w.              | 22 maja 1754         | bp Fabian Pląskowski                                                  |
| Chełmonie                           | Sanktuarium Matki Bożej Brzemiennej - Kościół św. Bartłomieja                                                    | obraz Matki Bożej Brzemiennej                                               | XVI / XVII w.        | –                    | –                                                                     |
| Grudziądz                           | Sanktuarium Matki Bożej Łaskawej Kościół św. Mikołaja                                                            | obraz Matki Bożej Łaskawej – Patronki Grudziądza                            | XVII w               | 7 września 2002      | bp Andrzej Suski                                                      |
| Lisewo                              | sanktuarium Matki Bożej Śnieżnej - Kościół Podwyższenia Krzyża Świętego                                          | obraz Matki Bożej Śnieżnej                                                  |                      | 7 października 2003  | abp Marian Przykucki bp Andrzej Suski                                 |
| Lubawa-Lipy                         | Sanktuarium Matki Bożej Lipskiej Kościół Nawiedzenia Najświętszej Maryi Panny                                    | figura Madonny z Dzieciątkiem                                               | XV w.                | 2 lipca 1969         | kard. Stefan Wyszyński                                                |
| Mokre                               | Sanktuarium Matki Bożej Mokrzańskiej - Kościół Wniebowzięcia Najświętszej Maryi Panny                            | obraz Matki Bożej Mokrzańskiej                                              | XVII w.              | –                    | –                                                                     |
| Nawra                               | Sanktuarium Maryi Wspomożycielki Wiernych - Kościół św. Katarzyny Aleksandryjskiej                               | obraz MB                                                                    | XVII w.              | –                    | –                                                                     |
| Nowe Miasto Lubawskie               | Sanktuarium Matki Bożej Łąkowskiej Bazylika św. Tomasza Apostoła                                                 | figura Matki Bożej Łąkowskiej                                               | XV w.                | 4 czerwca 1752       | bp Wojciech Leski                                                     |
| Rywałd Królewski                    | Sanktuarium Maryjne Kościół św. Sebastiana (oo. Kapucyni)                                                        | figura Matki Bożej Rywałdzkiej                                              | XIV w.               | 3 września 1972      | kard. Stefan Wyszyński                                                |
| Toruń                               | Sanktuarium Matki Bożej Nieustającej Pomocy – Kościół św. Józefa (oo. Redemptoryści)                             | obraz Matki Bożej Nieustającej Pomocy                                       | 1901                 | 1 października 1967  | kard. Stefan Wyszyński                                                |
| Toruń                               | Sanktuarium MB Podgórskiej Niepokalanej Królowej Rodzin - Kościół Świętych Apostołów Piotra i Pawła              | obraz Matki Bożej Podgórskiej                                               | XVIII w.             | 22 sierpnia 2015     | abp Stanisław Gądecki bp Andrzej Suski                                |
| Wąbrzeźno                           | Sanktuarium Matki Bożej Brzemiennej                                                                              | obraz Matki Bożej Brzemiennej                                               | XVII w.              | 14 sierpnia 2002     | bp Andrzej Suski                                                      |
| Archidiecezja warmińska             | |                                                                             |                      |                      |                                                                       |
| Biskupiec                           | Sanktuarium Matki Bożej Fatimskiej - Kościół bł. Karoliny Kózkówny                                               | figura Matki Bożej Fatimskiej                                               |                      | –                    | –                                                                     |
| Braniewo                            | Sanktuarium Matki Bożej Fatimskiej - Bazylika św. Katarzyny Aleksandryjskiej                                     | figura Matki Bożej Fatimskiej                                               | XX w.                | –                    | –                                                                     |
| Gietrzwałd                          | Sanktuarium Matki Bożej Gietrzwałdzkiej (oo. Kanonicy regularni)                                                 | obraz Matki Bożej Gietrzwałdzkiej                                           | XVI w.               | 10 września 1967     | kard. Stefan Wyszyński                                                |
| Kętrzyn                             | Sanktuarium Maryi Panny Matki Miłosierdzia - Bazylika św. Jerzego                                                | obraz Matki Bożej Ostrobramskiej (kopia)                                    |                      | –                    | –                                                                     |
| Korsze                              | Sanktuarium Matki Bożej Fatimskiej - Kościół Podwyższenia Krzyża Świętego                                        | figura Matki Bożej Fatimskiej                                               |                      | –                    | –                                                                     |
| Krosno k. Ornety                    | Sanktuarium Nawiedzenia NMP                                                                                      | figura Matki Bożej (zaginęła w 1945)                                        | XVI w.               | –                    | –                                                                     |
| Rozogi                              | Sanktuarium Matki Bożej Fatimskiej - Kościół św. Marii Magdaleny                                                 | figura Matki Bożej Fatimskiej                                               | XX w.                | –                    | –                                                                     |
| Stoczek Klasztorny                  | Sanktuarium Matki Bożej Pokoju                                                                                   | obraz Matki Bożej Pokoju                                                    | XVII w.              | 19 czerwca 1983      | papież Jan Paweł II                                                   |
| Święta Lipka                        | Kościół Nawiedzenia NMP (oo. Jezuici)                                                                            | obraz Matki Bożej Świętolipskiej                                            | XVII w.              | 11 sierpnia 1968     | kard. Stefan Wyszyński                                                |
| Archidiecezja warszawska            | |                                                                             |                      |                      |                                                                       |
| Lewiczyn                            | Sanktuarium Matki Bożej Lewiczyńskiej                                                                            | obraz Matki Bożej Pocieszycielki Strapionych                                | pocz. XVII w.        | 10 sierpnia 1975     | kard. Stefan Wyszyński kard. Karol Wojtyła                            |
| Niepokalanów                        | Sanktuarium NMP Niepokalanej Wszechpośredniczki Łask i św. Maksymiliana Marii Kolbego                            | figura Matki Bożej Niepokalanej                                             | XX w.                | –                    | –                                                                     |
| Nowiny                              | Sanktuarium Matki Boskiej Radosnej Opiekunki Przyrody                                                            | obraz MB                                                                    | XVIII w.             | –                    | –                                                                     |
| Piaseczno                           | Sanktuarium Matki Bożej Różańcowej                                                                               | obraz Matki Bożej Różańcowej Pośredniczki Wszelkich Łask                    |                      | 7 października 2022  | kard. Kazimierz Nycz                                                  |
| Rokitno                             | Sanktuarium Prymasowskiej Wspomożycielki Parafia Wniebowzięcia NMP (kk. Orioniści)                               | obraz Matki Bożej Prymasowskiej Wspomożycielki                              | XVI w.               | 18 września 2005     | kard. Józef Glemp                                                     |
| Warszawa                            | Kościół Narodzenia NMP                                                                                           | obraz Matki Bożej z Białynickiej (kopia)                                    |                      | –                    | –                                                                     |
| Warszawa                            | Sanktuarium NMP Łaskawej (oo. Jezuici)                                                                           | obraz Matki Bożej Łaskawej – Patronki Warszawy                              | XVII w.              | 7 października 1973  | kard. Stefan Wyszyński                                                |
| Warszawa                            | Sanktuarium Królowej Różańca Świętego (oo. Dominikanie)                                                          | obraz Matki Bożej Różańcowej (z Żółkwi)                                     | XVI w.               | 6 października 1929  | abp Bolesław Twardowski                                               |
| Warszawa                            | Sanktuarium Królowej Różańca Świętego (oo. Dominikanie)                                                          | obraz Matki Bożej Różańcowej (z Żółkwi)                                     | XVI w.               | 9 września 1965      | kard. Stefan Wyszyński                                                |
| Warszawa                            | Sanktuarium Matki Bożej Fatimskiej                                                                               | rzeźba Matki Bożej Fatimskiej                                               | XX w.                | 13 września 2008     | kard. Józef Glemp                                                     |
| Warszawa                            | Sanktuarium św. Andrzeja Boboli                                                                                  | obraz Zwycięskiej Królowej Różańca z Kozielska                              | XX w.                | –                    | –                                                                     |
| Warszawa                            | Sanktuarium Matki Bożej Tęskniącej                                                                               | obraz Matki Bożej Tęskniącej                                                | XVII w.              | 28 czerwca 1998      | kard. Józef Glemp                                                     |
| Warszawa                            | Sanktuarium Cudownego Obrazu Matki Zbawiciela                                                                    | obraz Matki Zbawiciela                                                      | XX w.                | 11 czerwca 1999      | papież Jan Paweł II                                                   |
| Warszawa                            | Sanktuarium Jasnogórskiej Matki Życia                                                                            | obraz Matki Bożej Częstochowskiej                                           | XX w.                |                      |                                                                       |
| Warszawa                            | Sanktuarium Matki Bożej Dobrej Śmierci                                                                           | obraz Matki Bożej Dobrej Śmierci                                            | XX w.                |                      |                                                                       |
| Warszawa                            | Sanktuarium Matki Bożej Nauczycielki Młodzieży                                                                   | Obraz Matki Bożej Nauczycielki Młodzieży                                    | XX w.                | –                    | –                                                                     |
| Diecezja warszawsko-praska          | |                                                                             |                      |                      |                                                                       |
| Loretto                             | Sanktuarium Matki Bożej Loretańskiej w Loretto                                                                   | figura Matki Bożej Loretańskiej                                             | XX w.                | 7 września 2008      | abp Henryk Hoser                                                      |
| Mińsk Mazowiecki                    | Sanktuarium Narodzenia NMP                                                                                       | obraz Matki Bożej Mińskiej Pani Hallerowska                                 | XX w.                | 17 sierpnia 2000     | kard. Józef Glemp                                                     |
| Otwock                              | Kościół św. Wincentego à Paulo                                                                                   | obraz Matki Bożej Swojczowskiej                                             | XVII wiek            | 8 września 1998      | abp Marian Jaworski                                                   |
| Otwock                              | Sanktuarium Wierności Szensztacki Instytut Sióstr Maryi                                                          | obraz Matki Bożej Trzykroć Przedziwnej (kopia)                              | XX w.                | 5 sierpnia 1982      | abp Bronisław Dąbrowski                                               |
| Sulejówek                           | Sanktuarium Matki Bożej Pocieszenia                                                                              | Obraz Matki Bożej Pocieszenia                                               | XVII w.              | 31 maja 1998         | bp Kazimierz Romaniuk                                                 |
| Warszawa                            | Konkatedra Matki Bożej Zwycięskiej                                                                               | obraz Matki Bożej Zwycięskiej                                               | 1935                 | 26 sierpnia 2004     | abp Sławoj Leszek Głódź                                               |
| Warszawa                            | Konkatedra Matki Bożej Zwycięskiej                                                                               | obraz Matki Bożej Berdyczowskiej (kopia)                                    |                      | –                    | –                                                                     |
| Warszawa                            | Sanktuarium Matki Bożej Królowej Polskich Męczenników                                                            | obraz Matki Bożej Królowej Polskich Męczenników                             |                      | –                    | –                                                                     |
| Warszawa                            | Sanktuarium Matki Bożej Różańcowej Kościół Matki Bożej Różańcowej                                                | figura Matki Bożej Różańcowej                                               | XX w.                | 15 maj 2001          | kard. Józef Glemp                                                     |
| Warszawa                            | Kościół Matki Bożej Loretańskiej                                                                                 | figura Matki Bożej Kamionkowskiej                                           | XV/XVI w.            | –                    | –                                                                     |
| Warszawa                            | Sanktuarium Matki Bożej Ostrobramskiej                                                                           | obraz Matki Bożej Ostrobramskiej (kopia)                                    | XX w.                | –                    | –                                                                     |
| Warszawa                            | Kościół Chrystusa Króla                                                                                          | obraz Matki Bożej Częstochowskiej (kopia)                                   |                      | 2001                 | bp Kazimierz Romaniuk                                                 |
| Diecezja włocławska                 | |                                                                             |                      |                      |                                                                       |
| Błenna                              | Sanktuarium Matki Bożej Łaskawej Księżnej Kujaw Kościół św. Małgorzaty i św. Michała Archanioła                  | obraz Matki Bożej Łaskawej                                                  | XVIII w.             | 15 sierpnia 2015     | bp Wiesław Mering                                                     |
| Brdów                               | Sanktuarium Matki Bożej Zwycięskiej Kościół św. Wojciecha (oo. Paulini)                                          | obraz Matki Bożej Zwycięskiej                                               | pocz. XV w.          | 19 czerwca 1983      | papież Jan Paweł II                                                   |
| Charłupia Mała                      | Sanktuarium Matki Bożej Księżnej Sieradzkiej Kościół Narodzenia NMP                                              | obraz Matki Bożej Charłupskiej z Dzieciątkiem (typ Matki Bożej Śnieżnej)    | XVII w.              | 8 września 1937      | bp Karol Radoński                                                     |
| Licheń Stary                        | Sanktuarium Matki Bożej Licheńskiej Bazylika Matki Bożej Bolesnej Królowej Polski (oo. Marianie)                 | obraz Matki Bożej Licheńskiej – Bolesnej Królowej Polski                    | XIX w.               | 15 sierpnia 1967     | kard. Stefan Wyszyński                                                |
| Ostrowąs                            | Sanktuarium Matki Bożej Pani Kujaw Kościół Narodzenia NMP                                                        | obraz Matki Bożej Pani Kujaw                                                | XVII w.              | 24 sierpnia 1986     | kard. Józef Glemp                                                     |
| Radziejów                           | Sanktuarium Matki Bożej Nieustającej Pomocy Kościół Znalezienia Krzyża Świętego (oo. Franciszkanie Konwentualni) | obraz Matki Bożej Nieustającej Pomocy                                       | 2014                 | 16 sierpnia 2015     | bp Wiesław Mering                                                     |
| Skulsk                              | Sanktuarium Matki Bożej Bolesnej Kościół Narodzenia NMP                                                          | Pietà                                                                       | około 1420           | 3 czerwca 1997       | papież Jan Paweł II                                                   |
| Włocławek                           | Sanktuarium Matki Bożej Łaskawej Niezawodnej Nadziei Kościół Wszystkich Świętych (oo. Franciszkanie-Reformaci)   | obraz Matki Bożej Łaskawej                                                  | XVII w.              | 2 października 2010  | bp Wiesław Mering                                                     |
| Archidiecezja wrocławska            | |                                                                             |                      |                      |                                                                       |
| Henryków                            | Sanktuarium NMP Henrykowskiej Kościół Wniebowzięcia NMP i św. Jana Chrzciciela (Opactwo Cystersów)               | figura NMP Henrykowskiej                                                    |                      | 3 sierpnia 1952      | Opat Szczyrzycki                                                      |
| Ligota Książęca                     | Sanktuarium NMP Wniebowziętej, Patronki Pracy Rolników Kościół Wniebowzięcia NMP                                 | obraz Matki Bożej Otynijskiej                                               | 1718                 | 15 sierpnia 1997     |                                                                       |
| Oława                               | Sanktuarium NMP Matki Pocieszenia                                                                                | obraz Matki Bożej Pocieszenia                                               |                      | –                    | –                                                                     |
| Święta Katarzyna                    | Sanktuarium Matki Bożej Częstochowskiej Kościół św. Katarzyny Aleksandryjskiej                                   | obraz Matki Bożej Częstochowskiej                                           | XIX w.               | –                    | –                                                                     |
| Wrocław                             | Sanktuarium Matki Bożej Pocieszenia Kościół św. Klemensa Dworzaka (oo. Jezuici)                                  | obraz Matki Bożej Pocieszenia                                               | XVII w.              | 28 maja 1905         | abp Józef Bilczewski                                                  |
| Wrocław                             | Kościół św. Wojciecha (oo. Dominikanie)                                                                          | obraz Matki Bożej z Podkamienia                                             | XV w.                | 15 sierpnia 1727     | abp Stefan Rupniewski                                                 |
| Wrocław                             | Katedra św. Jana Chrzciciela                                                                                     | Obraz Madonny Sobieskiej                                                    | XVII w.              | 31 maja 1997         | papież Jan Paweł II                                                   |
| Wrocław                             | Kościół NMP na Piasku                                                                                            | obraz Matki Bożej Zwycięskiej z Mariampola                                  | XVII w.              | 10 września 1989     | kard. Józef Glemp kard. Franciszek Macharski kard. Henryk Gulbinowicz |
| Wrocław                             | Kościół św. Augustyna (oo. Kapucyni)                                                                             | obraz Matki Bożej Pocieszenia z Hodowicy                                    | XVIII w.             | 2 lipca 1932         | abp Bolesław Twardowski                                               |
| Wrocław                             | Sanktuarium Matki Bożej Łaskawej Kościół św. Karola Boromeusza (oo. Franciszkanie)                               | obraz Matki Bożej Łaskawej                                                  | XVII w.              | 11 września 1994     | kard. Antonio Javierre Ortas                                          |
| Wrocław                             | Kościół św. Michała Archanioła                                                                                   | rzeźba Matki Bożej Muchoborskiej z Dzieciątkiem                             | 1478                 | 29 września 2007     | abp Marian Gołębiewski                                                |
| Wrocław                             | Sanktuarium MB Miłosierdzia Kościół Opieki św. Józefa (oo. Karmelici bosi)                                       | obraz Matki Bożej Miłosierdzia (Ostrobramskiej)                             |                      | –                    | –                                                                     |
| Wrocław                             | Sanktuarium Jasnogórskiej Matki Kościoła (oo. Paulini)                                                           | obraz Matki Bożej Częstochowskiej                                           |                      | –                    | –                                                                     |
| Diecezja zamojsko-lubaczowska       | |                                                                             |                      |                      |                                                                       |
| Hrubieszów                          | Sanktuarium Matki Bożej Sokalskiej Kościół św. Stanisława Kostki (oo. Bernardyni)                                | obraz Matki Bożej Sokalskiej                                                | XIV w.               | 8 września 1724      | abp Jan Skarbek                                                       |
| Krasnobród                          | Sanktuarium Maryjne Kościół Nawiedzenia NMP                                                                      | obrazek Matki Bożej Krasnobrodzkiej (9x14cm)                                | XVII w.              | 4 lipca 1965         | bp Piotr Kałwa                                                        |
| Lubaczów                            | Sanktuarium Matki Bożej Łaskawej Konkatedra św. Stanisława BM                                                    | obraz Matki Bożej Łaskawej (obraz ślubów Jana Kazimierza)                   | 1598                 | 12 maja 1776         | abp Wacław Sierakowski                                                |
| Lubaczów                            | Sanktuarium Matki Bożej Łaskawej Konkatedra św. Stanisława BM                                                    | obraz Matki Bożej Łaskawej (obraz ślubów Jana Kazimierza)                   | 1598                 | 19 czerwca 1983      | papież Jan Paweł II                                                   |
| Łukawiec                            | Sanktuarium Matki Bożej Łukawieckiej Kościół NMP Królowej Polski                                                 | obraz NMP Łukawieckiej (dawniej Tartakowskiej)                              | XVII w.              | 3 czerwca 1991       | papież Jan Paweł II                                                   |
| Tomaszów Lubelski                   | Sanktuarium Zwiastowania NMP                                                                                     | obraz Matki Bożej Szkaplerznej                                              | XVII w.              | 17 lipca 1994        | abp Józef Kowalczyk                                                   |
| Zamość                              | Katedra Zamojska                                                                                                 | obraz Matki Bożej Odwachowskiej                                             | XVIII w.             | 9 września 2000      | kard. Józef Glemp                                                     |
| Diecezja zielonogórsko-gorzowska    | |                                                                             |                      |                      |                                                                       |
| Babimost                            | Sanktuarium Matki Bożej Gospodyni Babimojskiej                                                                   | obraz Matki Bożej Gospodyni Babimojskiej                                    | XV w.                | –                    | –                                                                     |
| Gościkowo (Paradyż)                 | Opactwo cystersów w Gościkowie-Paradyżu                                                                          | obraz Matki Bożej Wychowawczyni Powołań Kapłańskich                         | 1650                 | –                    | –                                                                     |
| Grodowiec                           | Sanktuarium Maryjne w Grodowcu                                                                                   | figura Matki Bożej Grodowieckiej                                            | ok. 1590             | –                    | –                                                                     |
| Otyń                                | Sanktuarium Matki Bożej Królowej Pokoju                                                                          | figura Matki Bożej Klenickiej z Dzieciątkiem                                | XV w.                | 25 czerwca 2006      | bp Adam Dyczkowski                                                    |
| Rokitno                             | Sanktuarium Matki Bożej Rokitniańskiej                                                                           | obraz Matki Bożej Rokitniańskiej – Cierpliwie Słuchającej                   | XV w.                | 18 czerwca 1989      | kard. Józef Glemp                                                     |
| Skwierzyna                          | Sanktuarium Matki Bożej Klewańskiej                                                                              | Obraz Matki Bożej Klewańskiej                                               | XVII w.              | –                    | –                                                                     |
| Wschowa                             | Sanktuarium Matki Bożej Pocieszenia Klasztor Franciszkanów we Wschowie                                           | Obraz Matki Bożej Pocieszenia                                               | –                    | 4 września 2021      | abp Stanisław Gądecki                                                 |
| Ordynariat Polowy Wojska Polskiego  | |                                                                             |                      |                      |                                                                       |
| Łódź                                | Kościół garnizonowy św. Jerzego                                                                                  | Obraz Matki Bożej Hetmanki Żołnierza Polskiego                              | XX w.                | 1926                 | –                                                                     |
| Warszawa                            | Kaplica Katyńska w Katedrze polowej Wojska Polskiego                                                             | obraz Matki Bożej Katyńskiej                                                | XX w.                | –                    | –                                                                     |
| Archieparchia przemysko-warszawska  | |                                                                             |                      |                      |                                                                       |
| Jarosław                            | Sanktuarium Matki Bożej Bramy Miłosierdzia Cerkiew Przemienienia Pańskiego                                       | ikona Matki Bożej Bramy Miłosierdzia                                        | XVII w.              | 18 sierpnia 1996     | kard. Achille Silvestrini                                             |